# Orbán Viktor
Orbán Viktor Mihály (Székesfehérvár, 1963. május 31. –) magyar jogász és politikus, a Fidesz – Magyar Polgári Szövetség egyik alapítója, elnöke és országgyűlési képviselője, majd 1998-tól 2002-ig, valamint 2010-től napjainkig Magyarország miniszterelnöke. Miután többször is, 2014-ben, 2018-ban és 2022-ben is újraválasztották, a leghosszabb ideje hivatalban lévő kormányfő az Európai Unióban, és ő vált a leghosszabb ideig hivatalban lévő magyar miniszterelnökké.
1993 és 2000 között, illetve 2003 óta pártja elnöke. 1992 és 2000 között a Liberális Internacionálé, 2002-től 2012-ig az Európai Néppárt, 2001-től a Kereszténydemokrata Internacionálé egyik alelnöke, 2011-ben, majd 2024-ben fél évig az Európai Unió soros elnökségét vezette.
Az Eötvös Loránd Tudományegyetemen tanult jogot, majd többedmagával megalapították a Fideszt. Országos ismertséget a rendszerváltáskor, Nagy Imre és társainak újratemetésén elmondott beszédével szerzett. 1990-ben, az első szabad választáskor bekerült az Országgyűlésbe, amelynek azóta is tagja. Az 1998-as választással az ország miniszterelnöke lett. Az első Orbán-kormány alatt csökkent az infláció és az államadósság, az ország pedig csatlakozott a NATO-hoz. Koalíciós kormánya a felhalmozódott elégedetlenség miatt azonban 2002-ben megbukott és pártjával nyolc évre ellenzékbe kényszerült. A 2010-es választásokat újra megnyerte és a parlamentben ekkor kétharmados többséget szerzett. Ezt felhasználva a második miniszterelnökségének kezdetén fogadták el az igen kritizált új alkotmányt.
Számos kritika is érte a politikáját a migrációs válsággal, a „lex CEU” törvénymódosítással, valamint a koronavírus-járvány magyarországi kezelésével kapcsolatban is.
2010-es miniszterelnökké választása óta számos nyugati és hazai, kormánytól független vezető médium gyakran autokrataként vagy (populista) diktátorként jellemzi. Egyes politológusok az ún. spindiktátorok közé sorolják.
2010 óta, a kétharmados többségben lévő rendszere alatt élesen bírálták politikáját belföldön és külföldön egyaránt. A választási rendszer megváltoztatása és a civil szervezetek jogköreinek csorbítása, a sajtó- és médiaszabadság megnyirbálása a magyar demokráciaindex jelentős visszaeséséhez vezetett. Az általa vezetett politikai elit a lakosság jogilag legitimált gazdasági és lélektani kizsákmányolását egyik meghatározó hatalomgyakorlási eszközének tekinti. Saját elmondása alapján ő egy „illiberális államot épít”, a keleti nyitás politikáját követve szorosabb kapcsolatokat kiépítve többek között Törökországgal, és az EU-rivális Oroszországgal és Kínával. Politikáját a jobboldali populizmus, az euroszkepticizmus jellemzi, továbbá a kritikusok alapján az autoritarizmus, a nepotizmus, a korrupció, a jogállam aláásása. Magyarország lett 2019 táján az EU-n belül az első »részben szabad« ország, és 2020 után annak legkorruptabb országa is. Az Európai Parlament 2022-ben hivatalosan is kimondta, hogy az irányítása alatt levő ország már nem teljes értékű demokrácia, hanem egy választási autokrácia hibrid rezsimje. A 2020-as évek elejére Magyarországot számos gazdasági mutatóban már Románia is megelőzte, a GKI és az Eurostat alapján 2023-ban az EU legszegényebb országa lett.
Gyakran a keresztény értékek védelmezőjének tartja magát az Európai Unióval szemben, amelyről a közmédiájában azt állítja, hogy az antinacionalista és keresztényellenes. Miközben az EU-t politikai ellenségként ábrázolja, az uniós, eurómilliárdos támogatásokat felveszi és egy részét a szövetségeseinek vagy családjának juttatja el. Az Európai Parlament 2022-es tavaszi ülésén úgy határoztak, hogy erőteljesebben védeni kell az uniós forrásokat, ahol Orbánt név szerint is megemlítették, aki „újraosztja a vagyont belső köre” számára. 
Támogatójának és szövetségesének számít Donald Trump 2024-ben újraválasztott amerikai elnök, Robert Fico szlovák miniszterelnök, Aleksandar Vučić szerb elnök, Benjámín Netanjáhú izraeli miniszterelnök Janez Janša volt szlovén miniszterelnök, Jair Bolsonaro volt brazil elnök és Marine Le Pen francia szélsőjobboldali politikus is. A demokráciaellenessége, autokratizmusa, populizmusa, szélsőjobboldali megnyilvánulásai és oroszbarátsága miatt a bírálói között van többek között Ursula von der Leyen EU-s bizottsági elnök, Donald Tusk lengyel miniszterelnök, Manfred Weber Néppárti elnök, Guy Verhofstadt volt belga miniszterelnök, Petr Pavel cseh elnök, a svéd kormány, Petteri Orpo finn miniszterelnök, Kaja Kallas volt észt miniszterelnök, az amerikai demokraták, de a republikánusok közül is többen.

## Származása
Orbán Viktor Mihály a második utónevét apai nagyapja után kapta, aki állatorvossegéd és állattenyésztési brigádvezető volt, és a második világháború után került Alcsútdobozra, ahol gazdálkodással foglalkozott.
Édesapja Orbán Győző (1940) egykori mezőgazdasági üzemmérnök, MSZMP-tag, pártpropagandista, ma milliárdos nagyvállalkozó, édesanyja Sípos Erzsébet gyógypedagógus-logopédus.
Két testvére van, Orbán Győző (1965) mérnök-közgazdász, vállalkozó és Orbán Áron (1977) vállalkozó. Rajtuk kívül a család nevelte a félárván maradt unokatestvérüket, az újságíróvá lett Vitézy Zsófiát (1967) is.

## Gyermekkora
Székesfehérvárott született, gyermekkorát Alcsútdobozon és Felcsúton töltötte, általános iskolába Alcsútdobozon, Vértesacsán és Felcsúton járt. 1977-ben Székesfehérvárra költöztek, ott végezte középiskolai tanulmányait a Teleki Blanka Gimnázium angol nyelvi tagozatos osztályában. Érettségi vizsgáit 1981-ben tette le.

## Tanulmányai
Sorkatonaként 1981–82-ben Zalaegerszegen szolgált, majd jogot tanult az Eötvös Loránd Tudományegyetem Állam- és Jogtudományi Karán, ahol 1987-ben diplomázott. Szakdolgozatát a lengyel Szolidaritás mozgalomról írta. 1983-tól diplomájának megszerzéséig volt tagja a Szakkollégiumnak (1985-től Bibó István Szakkollégium). 1984-ben több társával együtt megalapította a szakkollégium társadalomelméleti folyóiratát, a Századvéget. Ezután 1987 és 1989 között Szolnokon lakott, de Budapesten dolgozott a Mezőgazdasági és Élelmezésügyi Minisztérium Vezetőképző Intézetében, ahol 1987 novemberétől 1988 márciusáig szociológus gyakornokként továbbképzések szervezésében vett részt. 1988 áprilisától a Soros Alapítvány támogatásával működő Közép-Európa Kutatócsoport munkatársa volt. 1989 szeptemberétől 1990 januárjáig a Soros Alapítvány ösztöndíjával az oxfordi Pembroke College-ban az angol liberális filozófia történetét hallgatta, de tanulmányait az 1990-es magyarországi országgyűlési választás miatt félbeszakította.

## A politikában

### A rendszerváltásig
Politikai pályafutását 14 évesen, Székesfehérváron, gimnáziumi alapszervezeti KISZ-titkárként kezdte, ahonnan egy évvel később eltávolították, mert új alapszervezetet akart létrehozni, illetve a meglévőt Kászonyi Dánielre akarta átnevezni. Gimnáziumi évei alatt ismerte meg a nála két évfolyammal feljebb járó Simicska Lajos későbbi üzletembert, akivel sokáig baráti viszonyt ápolt. Közéleti hozzáállása saját elmondása alapján a honvédségnél eltöltött sorkatonai szolgálat ideje alatt változott meg gyökeresen, ahonnan teljesen más emberként távozott. Korábban a szocialista rendszer naiv és elkötelezett híve volt. Alapító tagja és 1989-ig szóvivője volt az 1988. március 30-án megalakult Fidesznek. 1988 októberétől 1989 októberéig a párt országos választmányának tagja volt. 1989 nyarán az Ellenzéki Kerekasztal tárgyalócsoportjában képviselte pártját. 1989. június 16-án Nagy Imre újratemetése alkalmából, a budapesti Hősök terén tartott beszédében szabad választásokat és az „orosz csapatok” kivonulását követelte, amivel országosan ismertté vált. 1989 nyarán, a politikai egyeztető tárgyalásokon a Fidesz képviselőjeként – az I/1. Az alkotmánymódosítás kérdései nevű politikai albizottságban – tagja volt az Ellenzéki Kerekasztal tárgyalócsoportjának. A plenáris üléseken is képviselte pártját.

### 1990-től 1998-ig

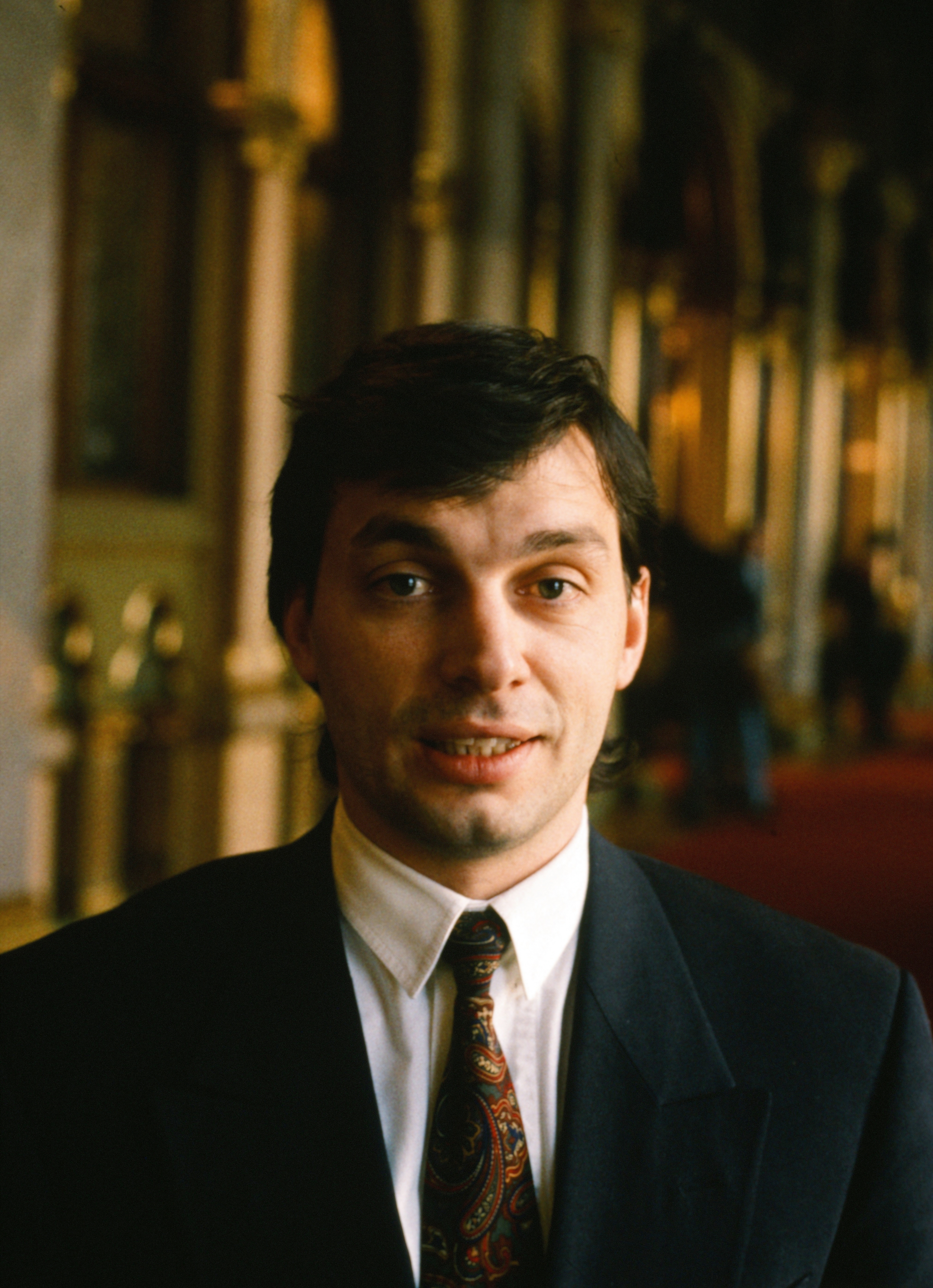
1990-ben a Parlamentben, ellenzéki képviselőként

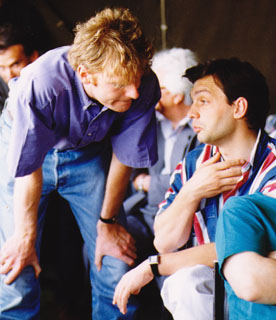
Fodor Gáborral az 1993-as szárszói találkozón

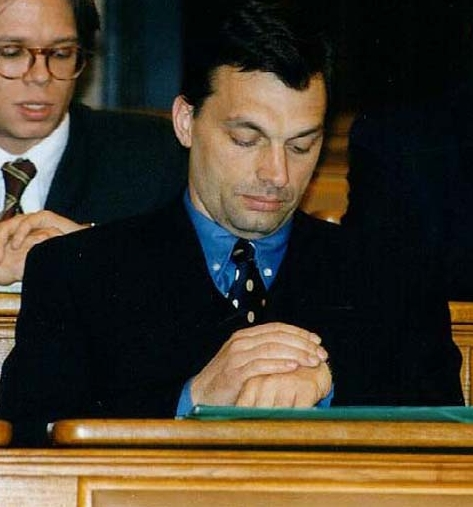
1997-ben ellenzéki politikusként az Országgyűlésben

1989–1990 között a Soros Alapítvány ösztöndíjával Oxfordban tanult. Professzora a Pembroke Kollégium filozófia professzora, Zbigniew Pelczynski volt. 1990-től lett országgyűlési képviselő. 1992-ben a Liberális Internacionálé alelnökévé, majd 1993-ban a szervezet végrehajtó bizottságának tagjává választották. 1993 májusáig a Fidesz országgyűlési frakcióvezetője volt.
A 1990-es évek elején liberális elveket vallott, a pártja is ebben az időben szorosan együttműködött az SZDSZ-szel.
1994-es megállapítása alapján „a Fidesz nemzeti elkötelezettségű, mérsékelt liberális párt.”
Lassan a konzervativizmus felé fordult, és ezzel párhuzamosan pártja strukturális átalakítását, centralizálását szorgalmazta, ezzel a Fidesz eredeti liberális jellegének megőrzését szorgalmazó Fodor Gábor és támogatói neheztelését váltva ki. Ez és az egyéb ellentétek végül Fodor Gábor és társai (többek között Ungár Klára, Hegedűs István, Szelényi Zsuzsanna és Molnár Péter parlamenti képviselők és választmányi tagok) távozásához vezettek. Az új elnöki pozícióba 1993-ban őt választotta a Fidesz kongresszusa, amely 1995-ben a párt nevét Fidesz – Magyar Polgári Pártra változtatta. A párt foglalta el az 1994-es választási veresége után egyre inkább széteső MDF helyét a magyarországi politikai jobboldalon.
Az 1994-es országgyűlési választás után az Országgyűlés Európai Integrációs Ügyek állandó bizottságának elnöke volt, majd az 1996 áprilisában megalakult Új Atlanti Kezdeményezés (New Atlantic Initiative) magyar nemzeti bizottságának elnöke lett. Az 1998-as választás után koalíciót kötött a Magyar Demokrata Fórummal és a Torgyán József által vezetett FKgP-vel, mivel csak az MDF-fel együtt nem tudott volna többségi kormányt alakítani.

### Első kormánya (1998–2002)

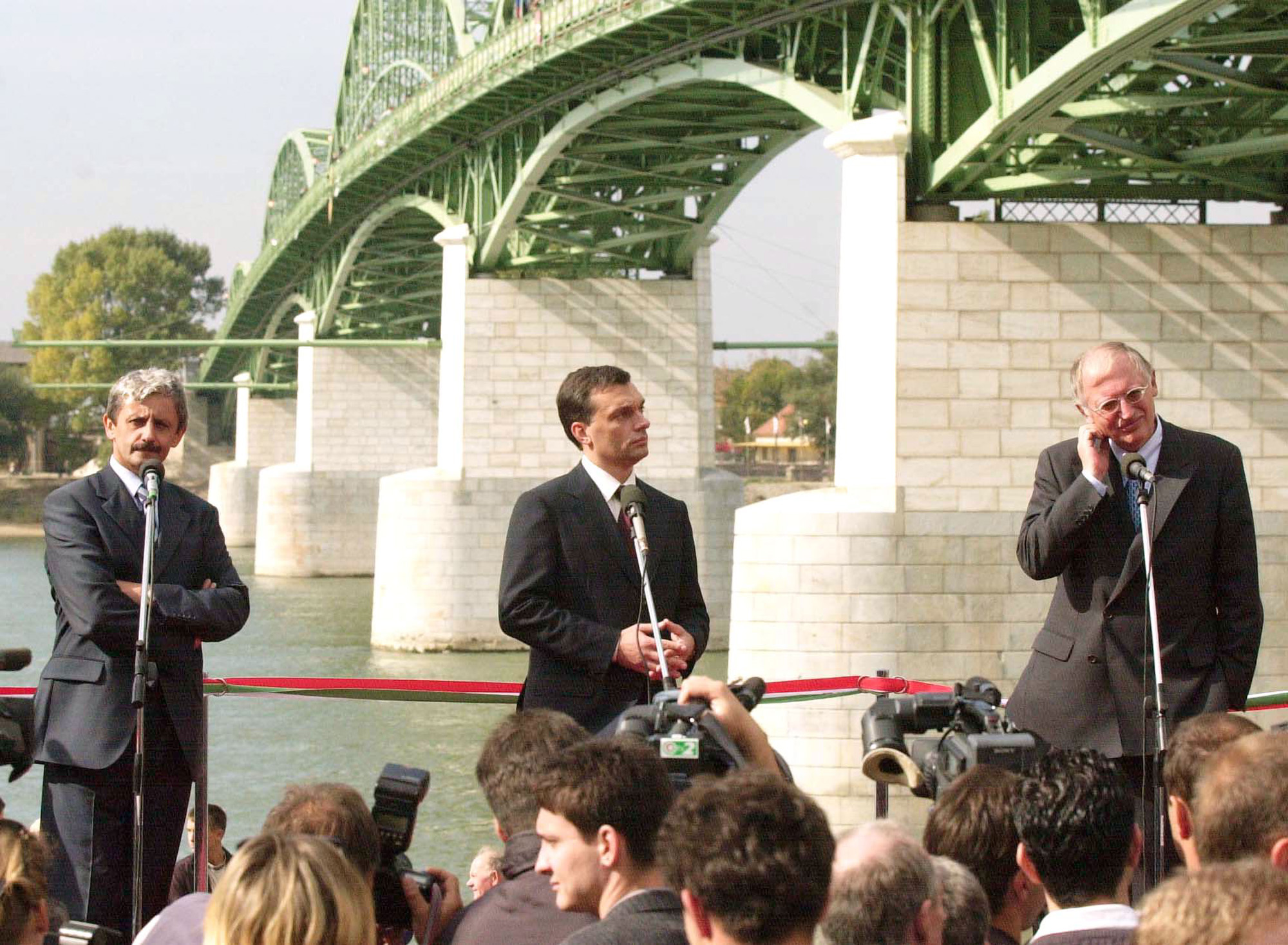
A szlovák kormányfő Mikuláš Dzurinda (balra), Orbán Viktor (középen) és a bővítésért felelős EU-biztos, Günter Verheugen (jobbra), az esztergomi Mária Valéria híd átadásán, 2001. október 11-én

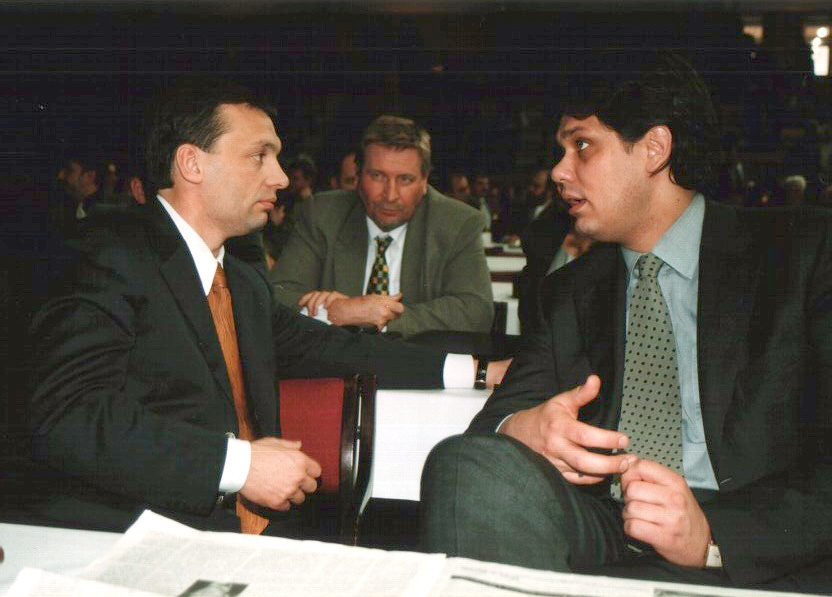
Deutsch Tamással a Fidesz 2000-es kongresszusán

A Fidesz által vezetett koalíció 1998-as választási győzelmét követően miniszterelnök lett. 1999-ben aláírta Magyarország csatlakozási jegyzőkönyvét a NATO-hoz. 2000-ben lemondott Fidesz-elnöki pozíciójáról. 2000 őszén lemondott a Liberális Internacionálé alelnöki tisztségéről és egyéb vállalt posztjairól, mikortól is pártja hivatalosan is átlépett a konzervatív szemléletű Európai Néppártba. A vezetése alatt álló kormányhoz kötődik számos szociális intézkedés, mint a családi adókedvezmény bevezetése, a diákhitel, a fiatalok otthonteremtésének támogatása, a hazai vállalkozásokat segítő Széchenyi Terv megalkotása, jó néhány szimbolikus beruházás, mint a Magyarországot és Szlovákiát összekötő Mária Valéria híd második világháborús romjaiból való újjáépítése, vagy a Nemzeti Színház felépítése. A sikeres gazdaságpolitikának köszönhetően az államadósság csökkent: 1998 és 2002 között 61%-ról 55%-ra. Azon uralkodó nézettel szemben, amely szerint az ország akkoriban készen állt arra, hogy négy éven belül az eurózóna része legyen, az államadósság 2001 után újra emelkedett, és a költségvetési hiány meg sem közelítette az Európai Unió Konvergenciakritériumai által előírt 3%-os deficit-korlátot (az utolsó évben, 2002-ben 8,9% volt, bár ebben a Medgyessy-kormány választás utáni költekezései is benne vannak).
Az Orbán-kormány erőteljesen javított a költségvetés és az egész gazdaság helyzetén, csökkentette a költségvetés GDP-arányos hiányát – ez a trend a kormányzati ciklus második felében megfordult: 2001-ben 4%, míg 2002-ben már 8,9% volt a deficit mértéke – és az inflációt, továbbá mind a megelőző, mind az őt követő időszaknál nagyobb GDP-növekedést és alacsonyabb munkanélküliséget sikerült elérni. Tette ezt egyebek között annak árán, hogy kisebb reálbér-növekedést valósított meg, mint az őt követő MSZP–SZDSZ-kormány. Mindennek köszönhetően az ország adósságának minősítése az Orbán-kormány időszakában lényegesen jobb volt, mint akár az előző, akár a rá következő kormányok idején. 2002-ben pártja a parlamenti választáson ellenzékbe szorult, és 4 évnyi jobboldali kormányzás után újra az MSZP–SZDSZ koalíció jött létre.

### Ellenzéki vezetőként (2002–2010)

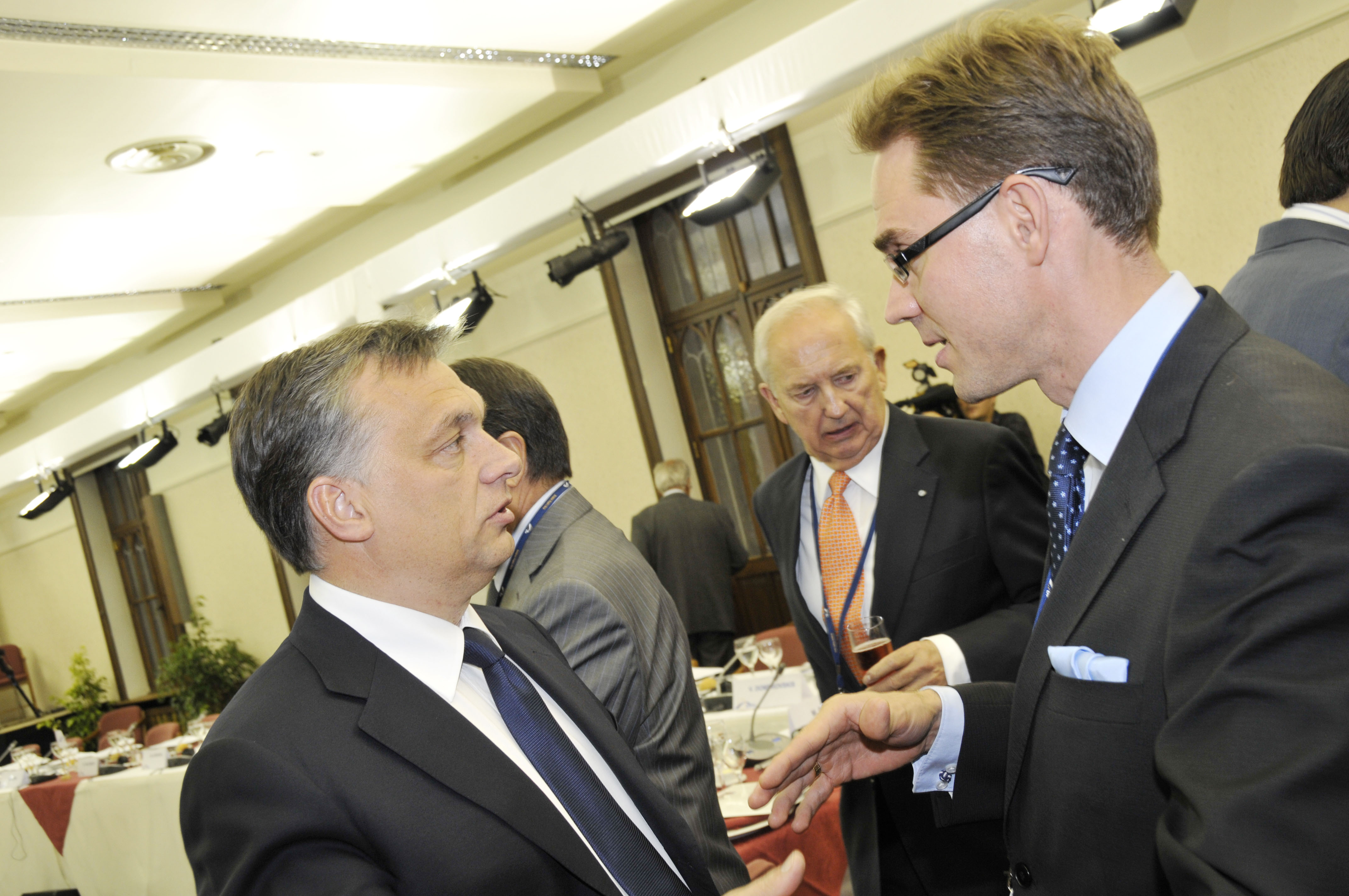
Az Európai Néppárt csúcstalálkozóján, 2010. szeptember

A választási vereséget követően hívta életre a polgári körök mozgalmát, ugyanakkor több mint három éven át nem szólalt fel az országgyűlésben.
2002 októbere óta az Európai Néppárt tíz alelnökének egyike. 2003-ban a Fidesz más konzervatív-jobboldali pártok és szervezetek bevonásával szövetséggé alakult, új neve Fidesz – Magyar Polgári Szövetség, amelynek alapszabálya tovább központosította a párt működését, a korábbinál sokkal nagyobb befolyást adva a mindenkori elnök kezébe. A pártkongresszuson Orbán Viktort ismét a párt elnökévé választották.
2006. március 19-én a Fidesz – Magyar Polgári Szövetség miniszterelnök-jelöltjévé választotta, erről azonban pártja első fordulós választási vereségét követően, április 12-én lemondott, Bod Péter Ákos javára. Május 4-én a pártjával közös listán parlamentbe jutott, ám önálló frakciót alakító KDNP-vel létrehozott frakciószövetség elnökévé választották. (A Fidesz frakciója 141, a KDNP-é 23, a frakciószövetség együttesen 164 tagot számlált.)
Orbán 2006. szeptember 17-én a nyilvánosságra került őszödi beszédre a zavargások és tüntetések megkezdődése után úgy reagált, hogy Gyurcsánynak és kormányának le kell mondania, és ideiglenes, „szakértői kormánynak” kell az ország irányítását átvennie. 2006. október 23-án a Fidesz nagygyűlésén bejelentette a KDNP-vel közös népszavazási kezdeményezést, melyben eredetileg hét kérdés szerepelt. 2007. május 20-án ismét a Fidesz elnökévé választották, így folytatta pártelnöki megbízatását.
2007 tavaszán azt hangsúlyozta, hogy ki kell tartani a “nyugatos Magyarország mellett.”
„A szabadság mindig nyugatról érkezik... Mi az ajtót a nyugatnak kinyitottuk, az oroszoknak, a Szovjetuniónak és a kommunizmusnak meg ajtót mutattunk, és azt üzenjünk a jövőnek, hogy ne engedjék, hogy visszamásszanak az ablakon.” 
A 2008. március 9-ei ügydöntő népszavazás után többször fogalmazta meg az előrehozott választás szükségességét, mert szerinte az ország és a gazdaság olyan rossz állapotban van, hogy minél hamarabb el kell kezdeni a szükséges intézkedések meghozatalát.
A 2010-es országgyűlési választáson a Fidesz-KDNP pártszövetség kétharmados többséget szerzett, ennek köszönhetően miniszterelnök-jelöltként lehetősége nyílt másodszor is kormányt alakítani. Pártja Fejér megyei területi listájáról egyúttal parlamenti mandátumot is szerzett.

### Második kormánya (2010–2014)

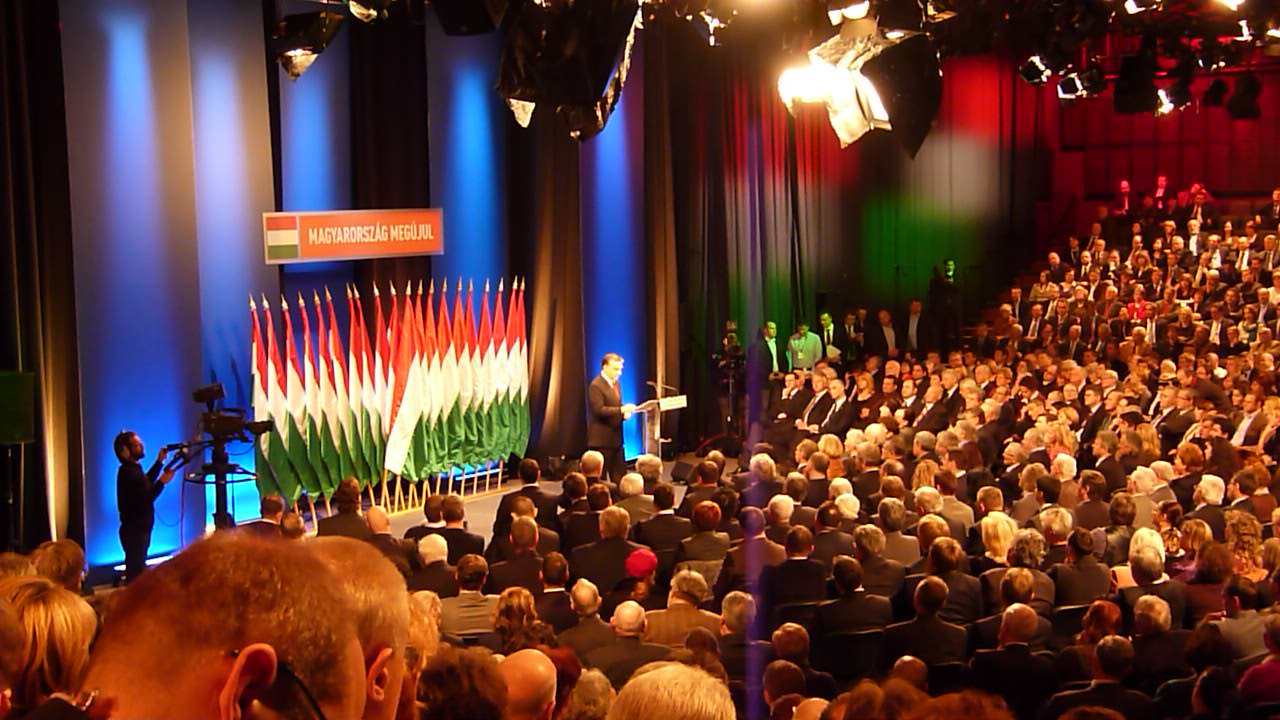
Évértékelő beszédén, a Millenárison

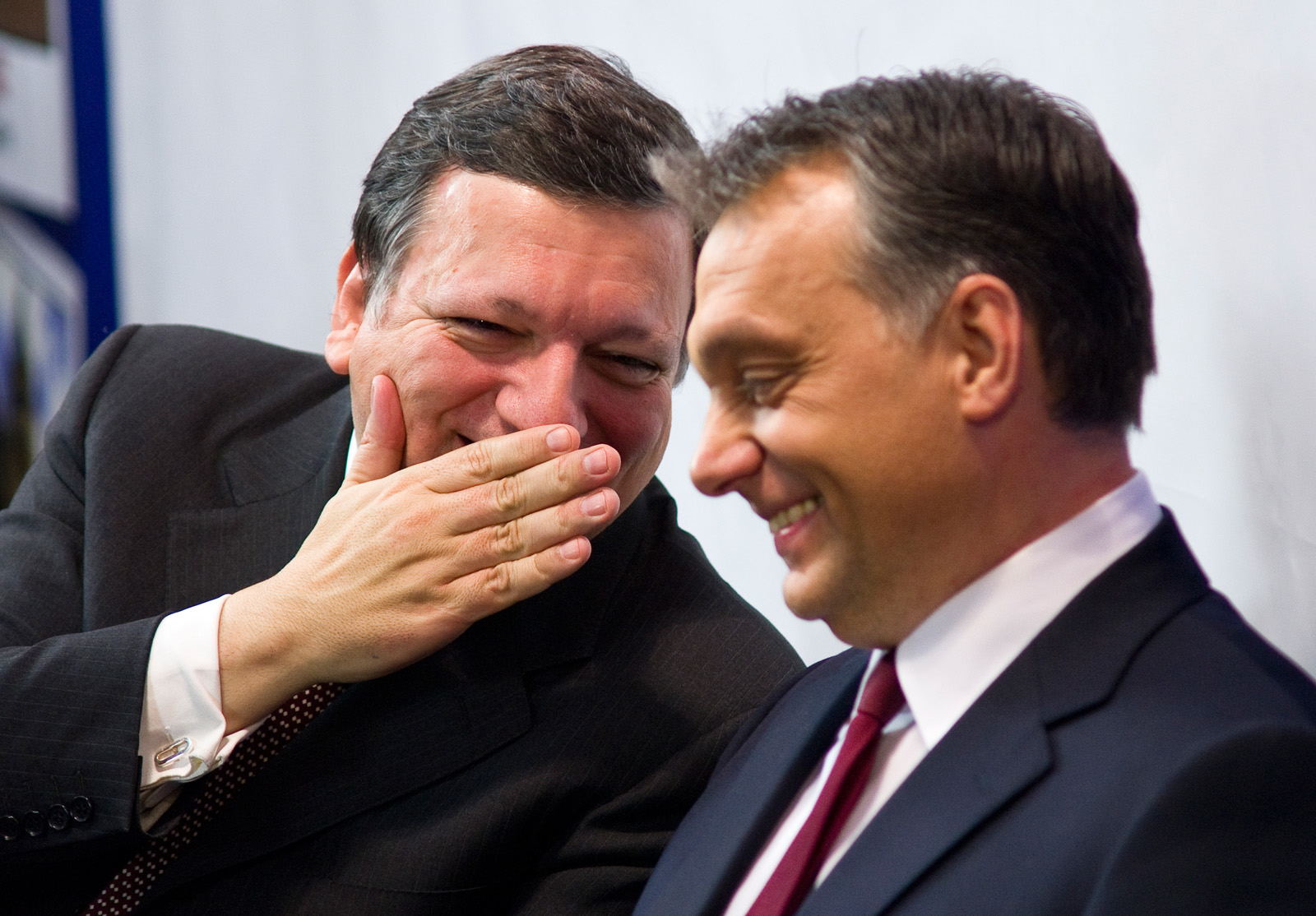
José Manuel Barroso társaságában 2011-ben

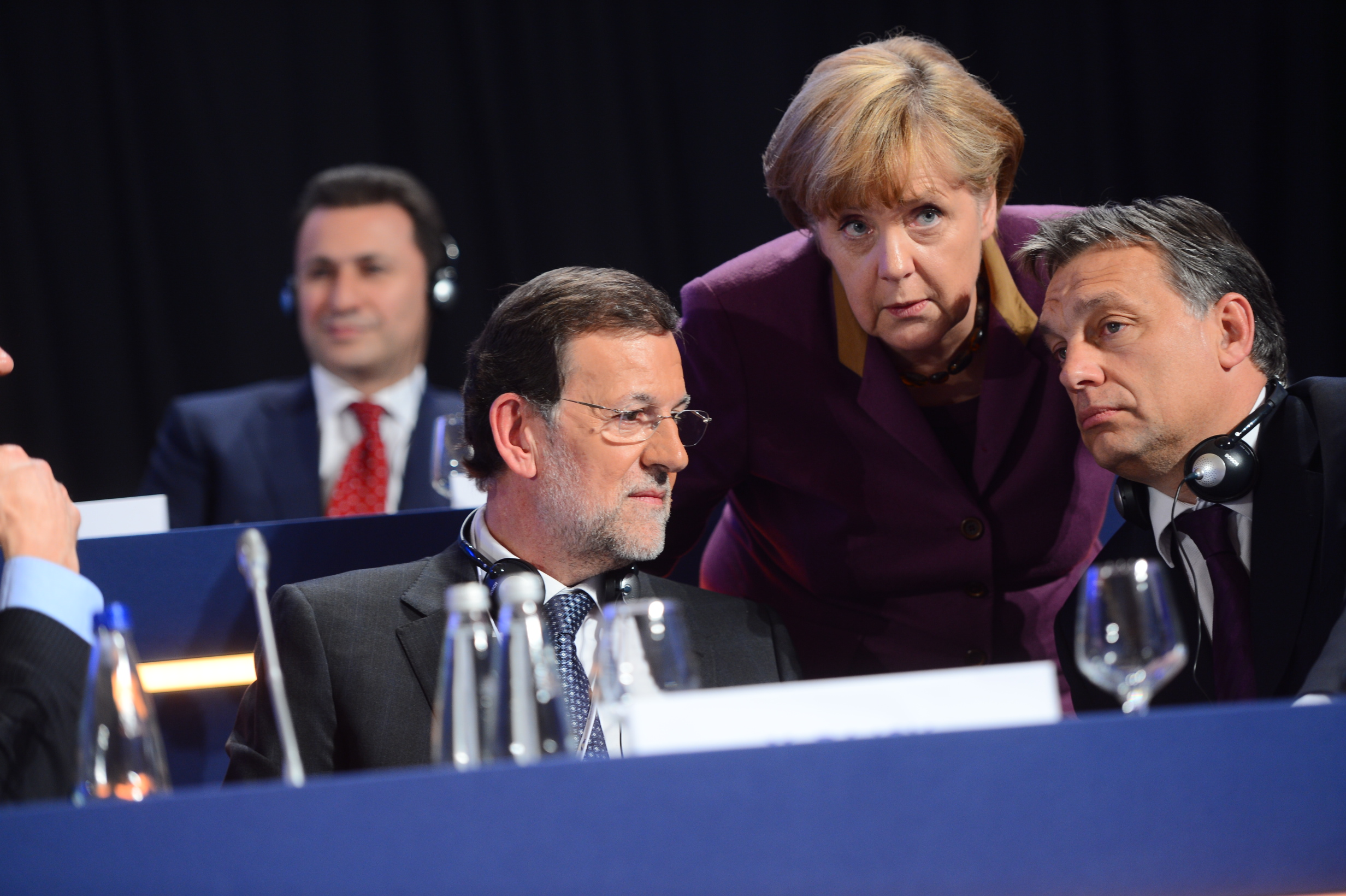
Mariano Rajoy és Angela Merkel társaságában, az Európai Néppárt kongresszusán 2012. október 12-én

Orbán Viktort 2010. május 29-én délelőtt az Országgyűlés 261 igen szavazattal, 107 nem ellenében a rendszerváltás utáni kilencedik kormány miniszterelnökének választotta. (Mindhárom ellenzéki frakció nemmel szavazott.) Ezt követően letette hivatali esküjét.
2010. június 10-én Orbán Viktor bejelentette a kormány 29 pontos gazdasági akciótervét a gazdaság talpra állítására. Az akcióterv banki különadó bevezetését is tartalmazta. Az elsősorban fideszes megrendelésekből működő, de ezúttal a Heti Válasz megbízásának eleget tevő Nézőpont Intézet 2011 májusában közzétett adatai alapján az emberek Orbán Viktort tartották az elmúlt 20 év legmegfelelőbb miniszterelnökének. Őt követte a rangsorban Antall József, Horn Gyula és Bajnai Gordon holtversenyben, a sort pedig Medgyessy Péter és Gyurcsány Ferenc zárta. A kutatás kimutatta továbbá azt is, hogy egy esedékes választáson a Fidesz-KDNP ismételten kétharmados győzelemhez jutott volna.
A 2014-es országgyűlési választás megint a Fidesz-KDNP pártszövetség győzelmét hozta, így a rendszerváltás óta Orbán Viktor lett az első, aki harmadszorra is megalakíthatta kormányát; egyúttal (részben a választási rendszer módosításának köszönhetően) ismételten kétharmados többséget szerzett. Választási győzelme után tartott első nemzetközi sajtótájékoztatóján Orbán Viktor, eddigi politikája folytatásáról, többek között további rezsicsökkentésről beszélt. Célja a magyarországi energiaárak az Amerikai Egyesült Államokban alkalmazott árszintre csökkentése, valamint a bankadó megtartása, mivel a pénzintézetek azt már beépítették a költségeikbe, és az ezt megelőző évben profitot is tudtak termelni.

### Harmadik kormánya (2014–2018)
2014. május 10-én az Országgyűlés 130 igen és 57 nem szavazat mellett választotta ismét miniszterelnökké. Ezzel Wekerle Sándor és Nagy Imre mellett ő lett a harmadik magyar kormányfő, aki harmadszor is kormányt alakíthatott. Az új kabinet megalakulása után elfogadták a reklámtörvényt, amelynek értelmében adót kell fizetniük a médiavállalkozásoknak, a reklámokból származó árbevétel után.
A 2014. július 25-én elmondott tusnádfürdői beszédében meghirdette a liberális demokráciát leváltó illiberális állammodellt: „Az az új állam, amit Magyarországon építünk, illiberális állam, amely nem kizárólag az egyéni érdekekre épít, hanem a közjót tartja a legfontosabbnak és vele együtt tiszteletben tartja a szabadságot, az emberi jogokat, a kulturális értékeket”. Kijelentette, hogy „a munkaalapú társadalom az élősködő társadalmi elit uralmának ellentéte, nem pedig a liberális szabadságjogok felszámolása”.
A 2014. augusztus 15-én adott rádióinterjújában az Oroszország elleni szankciókról azt mondta, hogy „Az a szankciós politika, amit a Nyugat, azaz mi magunk is folytatunk, és aminek a szükségszerű következménye az, amit az oroszok csinálnak, az többet árt nekünk, mint az oroszoknak. Ezt úgy mondják a politikában, hogy lábon lőttük magunkat”. Ugyanott kijelentette, célja „a munka alapú gazdaság kiterjesztése az egész társadalomra, hogy 5 millió adófizető emberrel jellemezhető gazdaságszerkezet legyen Magyarországon”.

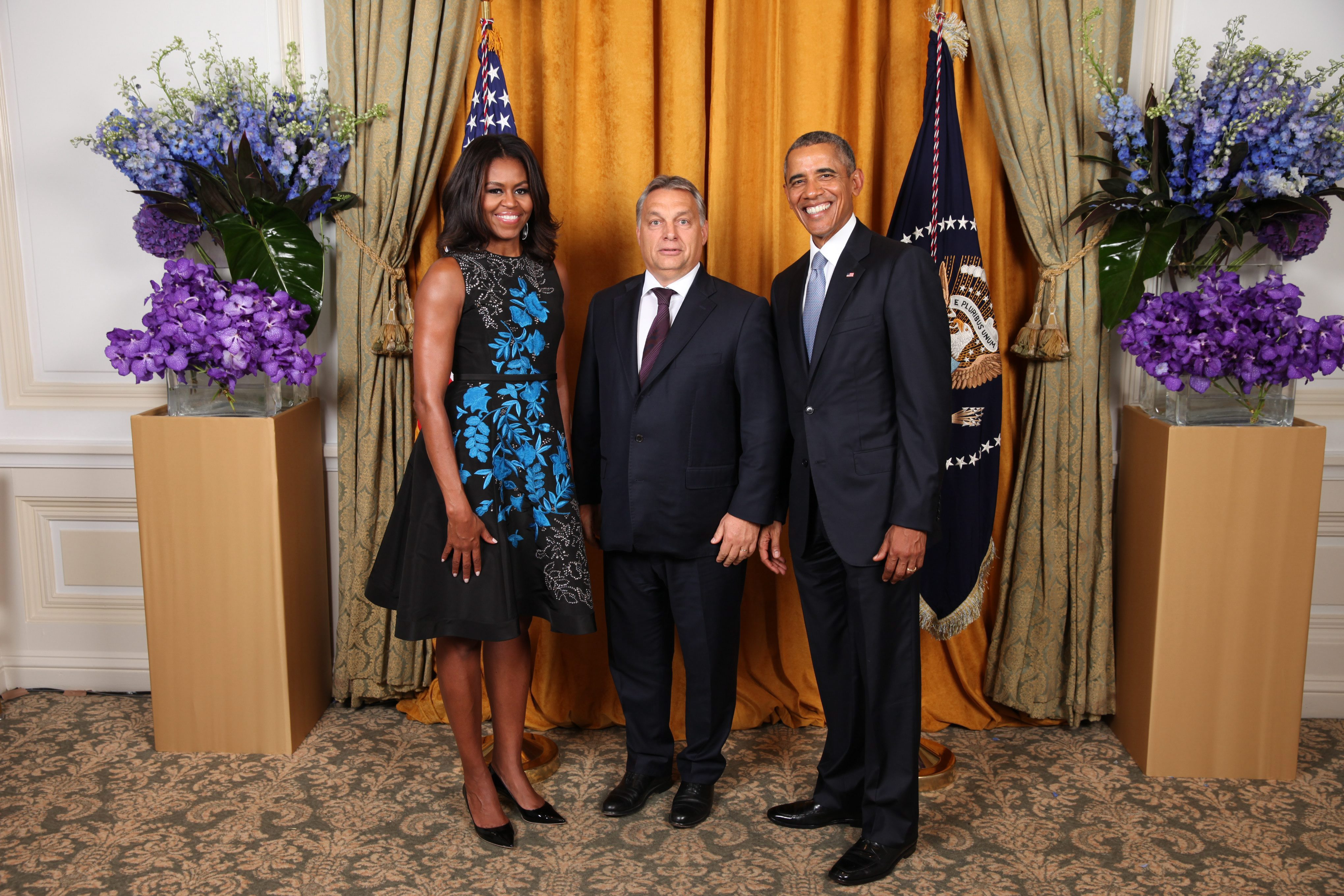
Barack Obama, az Amerikai Egyesült Államok elnöke és felesége Orbán Viktorral 2015-ben

2015 nyarán az európai bevándorlás kérdése bekerült a magyar és a külföldi közéleti viták középpontjába, amelynek kezelésére számos megoldási javaslat merült fel. Orbán Viktor 2015. szeptember 4-én tett kijelentése – „Ha nem védjük meg a határainkat, akkor újra és újra tízmilliók fognak jönni Európába” – után, a menekültkérdésben az európai politika egyik főszereplőjévé vált.

2015. szeptember 4-én tárgyalóasztalhoz ültek a visegrádi tagállamok, Magyarország, Csehország, Szlovákia és Lengyelország miniszterelnökei, és közös nyilatkozatban deklarálták, hogy a migrációs válság összeurópai probléma, amelyet európai szinten, közös erőkkel kell megoldani. Ennek ellenére előfordult olyan eset, hogy magyar vétó miatt nem jöhetett létre közös megegyezés a migrációs probléma enyhítésére.
 A Prágában rendezett rendkívüli csúcstalálkozón Orbán Viktor köszönetet mondott Csehország, Szlovákia és Lengyelország miniszterelnökeinek a kinyilvánított szolidaritásért. Október 16-án az Európa Tanács ülésén elfogadott megoldástervezetet, amely a menekültek Törökországban maradását próbálná elősegíteni, félmegoldásnak nevezte.
Orbán Viktor harmadik kormányának és a brüsszeli magyar Állandó Képviseletnek a tevékenysége alapján 2016-ban a Politico hírportál európai kiadása egy komplex kritériumrendszer szerint az EU politikájára legerősebb hatással bíró országok közé tartozónak ítélte Magyarországot is. A portál elemzői Orbán Viktort a hetedik legbefolyásosabb európai politikai vezetők közé sorolták. A vezető csoportban első helyen a német, majd sorrendben a brit, olasz, francia, török, holland, magyar, svéd és dán miniszterelnököt, illetve államfőt jelölték a sorban. A portál szerint Orbán Viktor az egyik legnagyobb hatású uniós vezető. Az amerikai érdekeltségű portál, a Politico európai kiadású politikai szaklapja azonban megjegyezte, hogy Magyarország kormányának politikai súlyánál lényegesen nagyobb az ország miniszterelnökének a befolyása és hatása az unió politikájára.
A 2018-as országgyűlési választás újból a Fidesz-KDNP pártszövetség győzelmét hozta. A kormánypártok a Parlamentben ismételten kétharmados többséget szereztek.

### Negyedik kormánya (2018–2022)

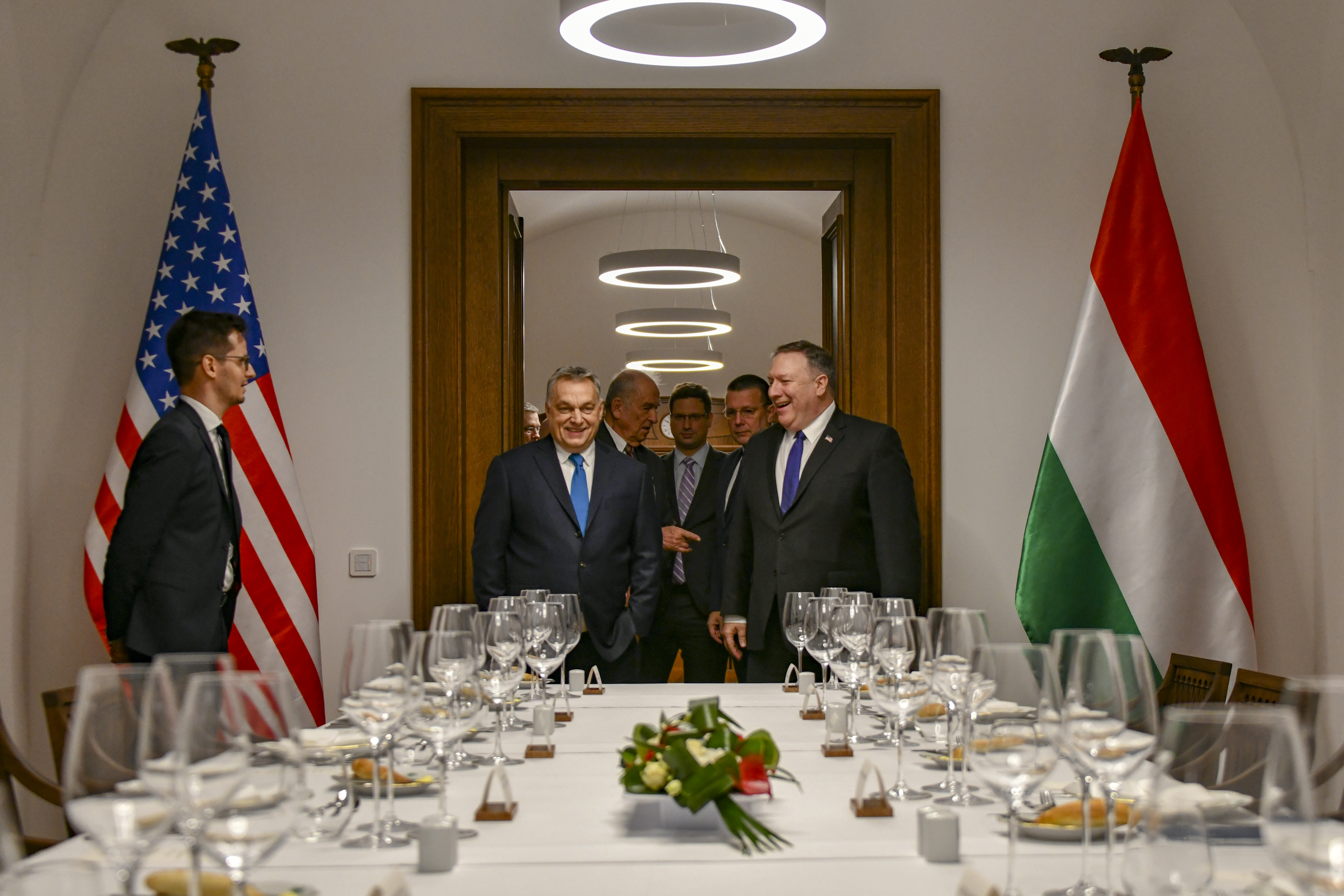
Michael Richard Pompeo amerikai külügyminiszter és Orbán Viktor Budapesten 2019-ben a Miniszterelnökség új székhelyén a budai Várban

2018. május 10-én az Országgyűlés 134 igen és 28 nem szavazat mellett választotta ismét miniszterelnökké. Ezzel ő lett az első magyar kormányfő, aki negyedszerre is kormányt alakíthatott.
2020. november 30-án, minden hivatalban eltöltött idejét összesítve, ő lett a magyar történelem leghosszabb ideig hivatalban lévő miniszterelnöke, megelőzve Tisza Kálmánt. 2021 decemberétől az Európai Unió leghosszabb ideje hivatalban lévő kormányfője lett.
2021 végén a Politico Europe Európa legbefolyásosabb embereinek éves rangsorában a „felforgatók” kategória 5. helyére tette, kitérve a közelgő 2022-es magyarországi országgyűlési választásra, az „illiberális demokrácia” népszerűsítésére, az Európai Bizottsággal felvállalt konfliktusokra és az Európai Tanácsban vitt konfrontatív stílusára, valamint a lengyel és szlovén kormányok által követett „Brüsszel-ellenes nacionalizmusára”.
A 2022-es országgyűlési választáson a Fidesz-KDNP pártszövetség sorozatban negyedszer is kétharmados többséget szerzett a Parlamentben.

### Ötödik kormánya (2022–)

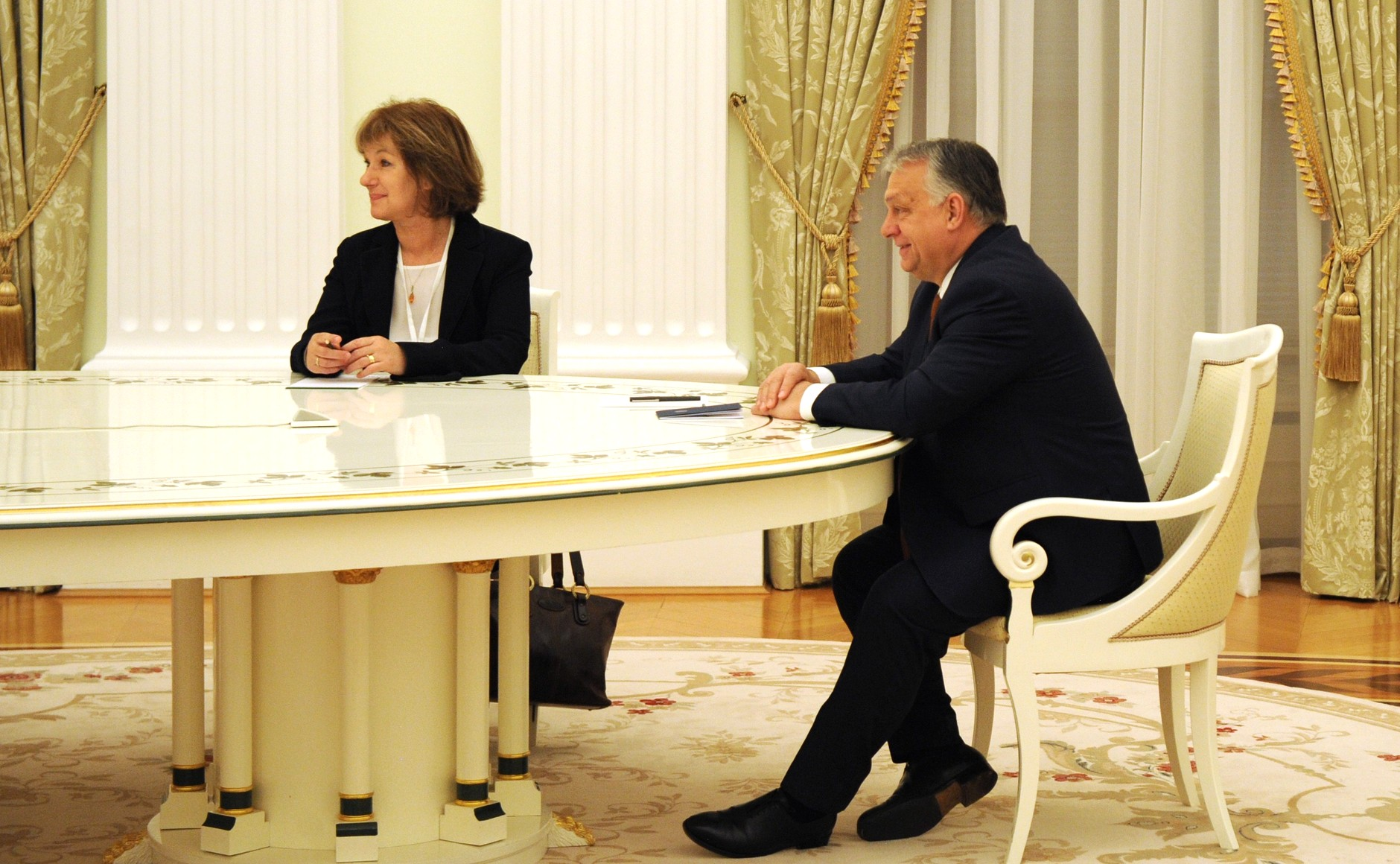
2022-ben Moszkvában, Putyinnál

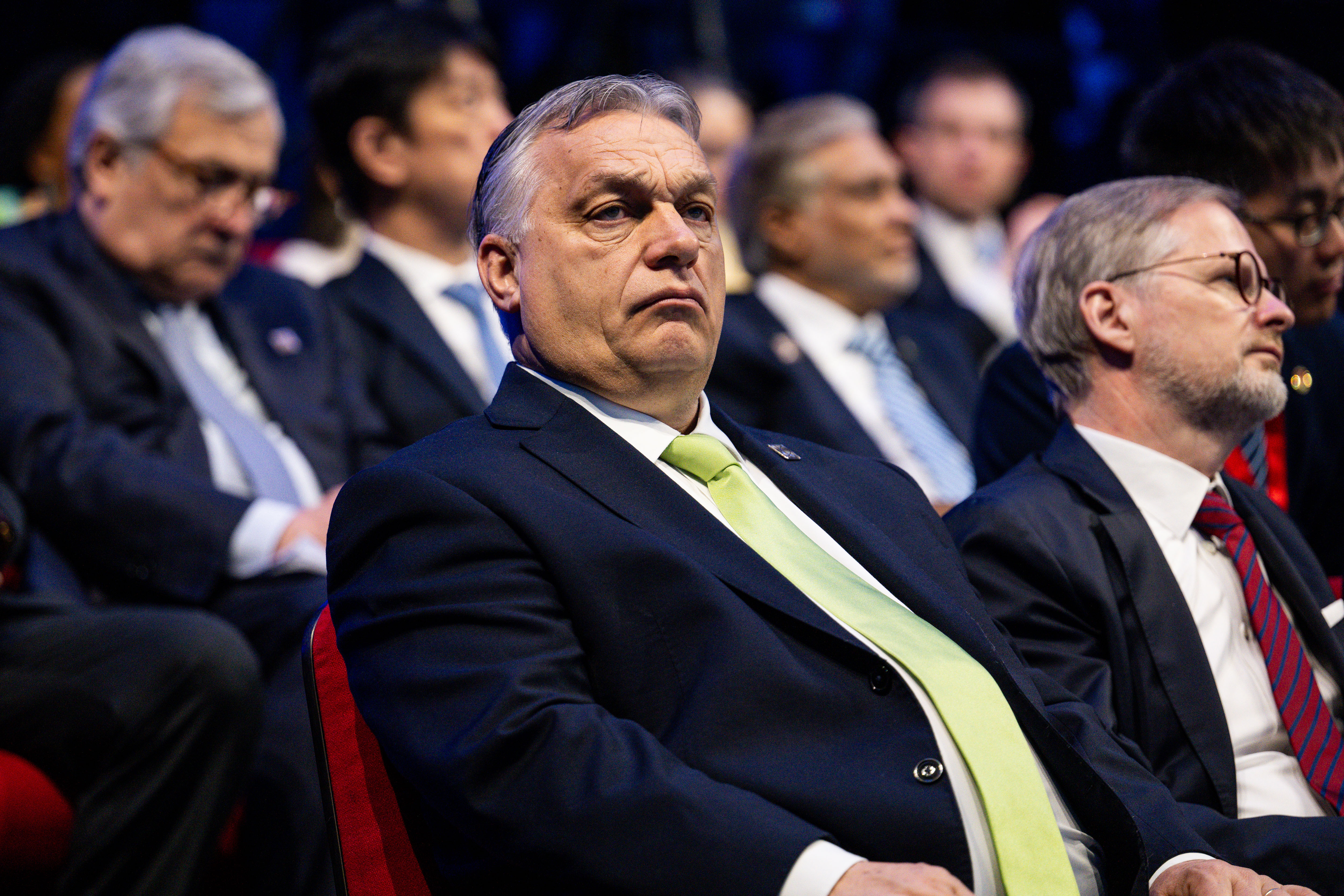
2024 márciusában Brüsszelben, az első nukleáris energia csúcstalálkozón.

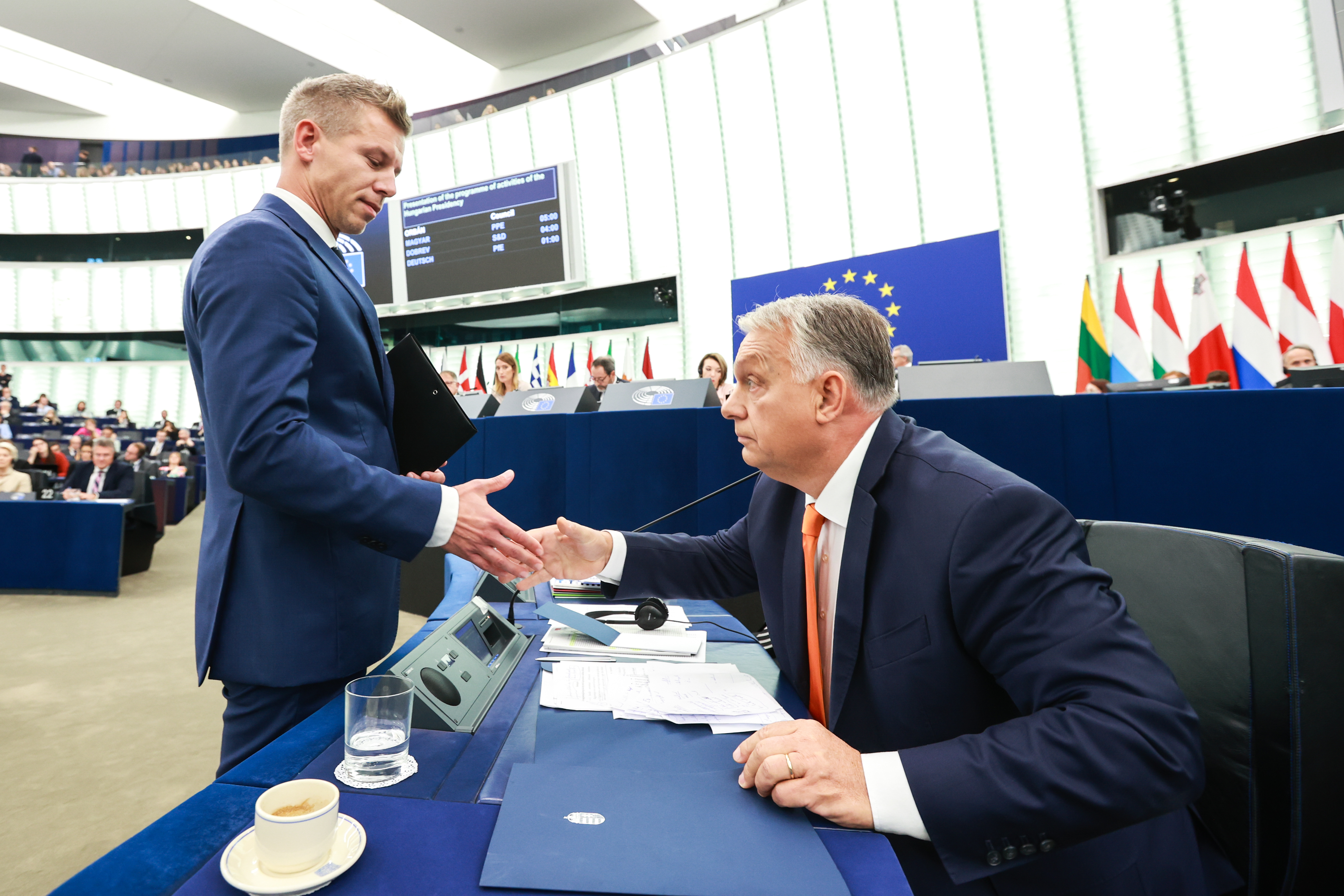
Magyar Péterrel, a legerősebb ellenzéki párt vezetőjével az Európai Parlamentben 2024 őszén

A 2022. április 3-i parlamenti választások után első hivatalos útja a Vatikánba vezetett, ahol Ferenc pápa magánkihallgatáson fogadta. 2022. május 16-án az Országgyűlés ismét miniszterelnökké választotta.
2022. július 23-án Tusványoson tartott beszédét súlyos kritikák érték. A legnagyobb felháborodást a náci fajelmélethez hasonlított kijelentése váltotta ki, amelyet többek közt Frölich Róbert főrabbi is elítélt: 
 „Van az a világ, ahol az európai népek összekeverednek az Európán kívülről érkezőkkel – na, az kevert fajú világ. És vagyunk mi, ahol Európán belül élő népek keverednek össze egymással, mozognak, munkát vállalnak, meg átköltöznek. Ezért például a Kárpát-medencében mi nem vagyunk kevert fajúak, hanem egész egyszerűen a saját európai otthonában élő népeknek vagyunk a keveréke.” 
A beszéddel kapcsolatban Ursula von der Leyen, az Európai Bizottság elnöke arra emlékeztette a magyar miniszterelnököt, hogy a faji alapú diszkrimináció ellentétes az uniós értékekkel.
Maga Orbán később azt nyilatkozta, hogy elsősorban a kulturális keveredés ellen beszélt, nem faji- és genetikai kérdésről, és felhívta a figyelmet, hogy Jean Raspail francia író ihlette a gondolatait.
2022. augusztus 4-én beszédet tartott az amerikai konzervatívok találkozóján (CPAC), amelyen azt mondta, hogy „a globalisták mehetnek mind a pokolba”, majd kérte az amerikai konzervatívokat, hogy fogjanak össze a progresszívek elleni világméretű harcban. Az őt rasszizmussal vádolókat idiótáknak nevezte, és kiemelte, hogy egy keresztény nem lehet rasszista. A beszéd után a The Spectator angol konzervatív lap azt írta, hogy a liberális ellenfelei által szidalmazott és becsmérelt Orbán következetesen túlszárnyalta bírálóit, és jelenleg példakép a konzervatívok számára.
2022 végén a Politico Europe Európa legbefolyásosabb embereinek éves rangsorában a „felforgatók” kategória 2. helyére tette. Értékelése szerint Orbán „megtörte Brüsszelt;” a tavaszi választásokon kényelmes többséget ért el, és hiába van hatalmon 12 éve, az európai tisztségviselők nem találnak fogást a számukra rendszeresen fejfájást okozó országon. Ellenállása számos brüsszeli kezdeményezést blokkol, és ezt a helyzetet Oroszország Ukrajna elleni háborúja tovább élezi. A rendszeres vétózása miatt 2024-ban már Magyarország szavazati jogának felfüggesztését követelték az Európai Parlament képviselői.
2024. október 21-én magyarországi történelmi rekordot döntött miniszterelnöksége időtartamával. Ugyanis ezen a napon előzte meg a Magyarországon addig leghosszabb ideig kormányzó miniszterelnököt, Tisza Kálmánt, aki 5258 napig volt folyamatosan miniszterelnök Magyarországon.
2025 április 3-án, miután fogadta Benjámín Netanjáhút, aki ellen a Nemzetközi Büntetőbíróság rendelt el letartóztatást, a kormánya e bírói szervből való kilépést jelentette be. Ez a nemzetközi szerv adott ki korábban körözést és letartóztatási parancsot, ugyancsak háborús bűncselekmények miatt, Putyin orosz elnökre is, akiről a magyar kormány szintén azt nyilatkozta, hogy nem tartóztatnák le.

## Kapcsolata a sporttal
Több nyilatkozatában is kijelentette, hogy a kedvenc sportága a labdarúgás, amelyet nemcsak néz, hanem korábban játszott is. 11 évesen lett a Felcsúti Egyetértés MGTSZ SE labdarúgója. Gimnáziumi évei alatt a Székesfehérvári MÁV Előre játékosa volt. 1981-ben tagja volt az U18-as bajnokságban bronzérmet szerzett csapatnak. Sorkatonai szolgálata után, 1982 és 1986 között a Medosz-Erdért SE, 1986 és 1988 között a BEAC csapataiban szerepelt. 1999-ben lett az FC Felcsút igazolt játékosa, csatár poszton szerepelt. A 2005–2006-os szezonban lépett pályára utoljára. Játéklehetőséget kapott NB II-es labdarúgó-mérkőzéseken is.
Húszévesen a Szegény Dzsoni és Árnika című filmben egy rablót és focistát alakított (a szereplő nem szólalt meg).
2007 őszén Molnár Csaba vállalkozót váltva ő lett az amatőr labdarúgókat és több más szakágat magába foglaló Felcsút SE elnöke. Programjában elsődlegesnek nevezte az utánpótlás-nevelés fellendítését. Ezenkívül megígérte, hogy a fiatal tehetségek mellett törődni fognak az öregfiúkkal, a lánycsapattal és a női kézilabdacsapattal is. Az utánpótlásképzés megfelelő hátterének biztosítása érdekében nyitották meg a Puskás Ferenc Futballakadémiát, a központot működtető Felcsúti Utánpótlás Neveléséért Alapítványban Orbán is tevékeny szerepet vállal. 2004-ben az ő 150 ezer forintos adományából alapították, és egy hatezer négyzetméteres területet is felajánlott.

## Személye körüli konfliktusok
- 2000-ben riporteri kérdésre válaszolva kijelentette, hogy bár nem készülnek rá, de természetesen „az EU-n kívül is van élet”;[142] a nyilatkozatával kapcsolatban sokan támadták.[143]
- 2002. február 11-én a Tufts Egyetem díszdoktori címének átvételére különrepülőgépet vett igénybe 32 millió forintért. A baloldalról számos kritikát kapott emiatt.[144][145]
- A 2006-os parlamenti választás előtt nem nyilvános, de kiszivárgott tatai felvételen – általa vélt MSZP-példára utalva – a választási szabályok megszegésére és törvénysértésre biztatta támogatóit, illetve elismerte, hogy ő maga is erre készül, amikor a kampánycsendre vonatkozóan a következőket mondta: „Engem is piszkálni fognak, mert az ellenfelet elmarasztalta az Országos Választási Bizottság, hogy telefonon országosan még biztattak szavazási részvételre, de következménye nem lett. Úgyhogy én is biztatok szombaton és vasárnap a talpon maradt összes kerületben az én hangomon megy a szavazásra való felhívás, amiért majd engem elmarasztal az Országos Választási Bizottság, a jogászok meg megvédenek, oszt jónapot.” Az eset miatt politikai ellenfelei az Országos Választási Bizottsághoz fordultak.[146]
- 2006. október 24-én az Európai Parlament néppárti frakciójának tanácskozásán felszólalásában kijelentette, hogy „az Európai Uniónak világossá kell tennie, hogy nem nyújt segédkezet semmilyen megfontolásból hazug és csaló, a kommunizmus erkölcsi örökségét máig fel nem adó kormányzatoknak”.[147] Bár általánosságban fogalmazott, Eörsi Mátyás SZDSZ-es politikus szerint ezzel gyakorlatilag azt fogalmazta meg, hogy az Európai Unió ne nyújtson anyagi támogatást Magyarországnak. A témában az Eörsi által kezdeményezett bizottsági meghallgatáson Orbán később visszautasította, hogy szavainak ilyesféle értelme lenne.[148]
- 2008 májusában részleteket szivárogtattak ki egy Kéri László által szervezett, a Filmművészeti Egyetemen megtartott, zártkörű magánbeszélgetésről, amelyen Orbán Viktor is részt vett.[149] A beszélgetés feltételezett szövege szerint Orbán Viktor többek között azt állította, hogy „sokaknak sok minden fog fájni”, hogy a nagy állami beruházásokat – köztük a 4-es metró építését, autópálya-építéseket – felül fogja vizsgálni és le fogja állíttatni. Kéri László cáfolta, hogy a beszélgetés során szóba került volna a metróberuházás leállítása.[150] A Magyar Gárdával kapcsolatban Orbán állítólag kijelentette, hogy úgy fog velük bánni, ahogy Horthy a nyilasokkal: kioszt nekik két pofont, és hazazavarja őket; míg Gyurcsány Ferencet „idiótának”, „bolondnak” jellemezte.[149] Később a Blikknek adott interjúban úgy fogalmazott: „Ha ki is csúszott a számon ilyesmi, nem volt helyes ilyet mondanom. Senkiről sem helyes ilyen durván beszélni.”[151] Állítólag azt is kijelentette, hogy tulajdonképpen nem is akart győzni 2006-ban, mert akkor már tudták, milyen rossz állapotban van a gazdaság.[152] A Szonda Ipsos május 28-án nyilvánosságra hozott, a Népszabadság felkérésére készített felmérése szerint az emberek többsége nem helyesli a nyugdíjak befagyasztását, a 4-es metró építésének leállítását és az autópálya-építések szüneteltetését.[153] Kéri László felháborodottságának adott hangot, hogy a nyolcvanas éveket idéző, törvénytelen titkosszolgálati módszerekkel figyelik meg az általa vezetett Kéri-kört. Az Orbán Viktor részvételével tartott összejövetelről nem akart beszélni, mert az ellenkezne a kör által elfogadott játékszabályokkal, illetve a baloldalról többen üzentek neki, hogy jobb lenne, ha nem részletezné, mi is hangzott el valójában.[154] Orbán nem nyilatkozott a beszéd tartalmával kapcsolatban, de a Hír TV-ben kijelentette, hogy nem bánná, ha a Színművészeti Egyetemen elmondott beszéde megjelenne, mert úgyis mindig annak tudatában beszél, hogy valószínűleg lehallgatják a titkosszolgálatok.[155] Kóka János Orbán „őszödi beszédének” nevezte az esetet, amelyből szerinte kiderült, hogy kormányra kerülése esetén mit tenne a Fidesz.[150]
- A 2014. július 25-én elmondott tusnádfürdői beszédében[95] megkísérelte az államról való nyilvános beszéd liberális felfogását megváltoztatni a konzervatív értékekre alapozott politikai téziseivel. Szerinte egy újfajta magyar államszerveződés a liberális demokrácia korszaka után – a világon egyébként sok helyen létező – illiberális demokráciák gyakorlata szerint a kereszténység, a szabadság és az emberi jogok értékeit tiszteletben tartva, ismét versenyképessé teheti a magyar közösséget. Kijelentette, hogy a munkaalapú társadalom az élősködő társadalmi elit uralmának ellentéte, nem pedig a liberális szabadságjogok felszámolása. Beszédével kapcsolatban szinte azonnal ellenzéki és külföldi elemzők sajtótámadásainak kereszttüzébe került.[156][157][158][159]
- 2015. február 6-án és március 8-án az addig a Fideszhez közel álló nagyvállalkozó és médiatulajdonos, Simicska Lajos a közmédiának adott interjúiban válogatott sértésekkel illette Orbánt, valamint több korábbi beosztottját is, mivel médiabirodalmában át akarták venni a hatalmat. Ezen interjúk jelentették a média által csak „Orbán–Simicska-konfliktusként” aposztrofált eseménysorozat kezdetét.[160] Röviddel ezután a Simicska médiatulajdonos érdekeltségébe tartozó Magyar Nemzet, a Hír TV és a Lánchíd Rádió egyes vezetői lemondtak tisztségükről.[161]
- A miniszterelnök a felcsúti alapítvány által kapott TAO-pénzekről kijelentette, „kommunista beidegződés az, hogy ez közpénz lenne”.[162][163] A bíróság viszont úgy ítélt, hogy a TAO támogatások közpénznek számítanak.[164] 2020 decemberében az Országgyűlés elfogadta az Alaptörvény 9. módosítását, amely többek között meghatározását adta a közpénznek is. Eszerint a TAO már nem közpénz.[165]
- 2018-ban Orbán Viktor vejével, Tiborcz Istvánnal kapcsolatban az OLAF javasolta a magyar ügyészségnek, hogy indítsanak vizsgálatot, mert kartell és közbeszerzési csalás gyanúja merült fel az általa vezetett, majd később egy ideig általa tulajdonolt Elios Zrt. 2010 utáni tevékenységében. A miniszterelnök a kirobbant botrányról nem kívánt nyilatkozni.[166]
- A 2019-es európai parlamenti választás kampánya során a választás célját Emmanuel Macron francia köztársasági elnök a maga részéről „populisták és nacionalisták” elleni kereszteshadjáratként pozicionálta, és nyíltan utalt arra, hogy Matteo Salvini olasz belügyminiszter mellett Orbán Viktort tekinti a „sötét erők” európai vezénylő tábornokának. Macron kijelentette: „Nem fogok engedni a nacionalistáknak és a gyűlöletbeszéddel politizálóknak.”[167][168] Manfred Weber, az Európai Néppárt (EPP) európai bizottsági elnökjelöltje, arra a kérdésre, hogy nacionalistaként vagy partnerként tekint-e Orbán Viktor magyar miniszterelnökre azt válaszolta, hogy „Orbán Viktor nehéz partner. Hozott néhány olyan döntést, amelyet nem tudok elfogadni, amelyet a frakcióban nem tudunk elfogadni.”[169]

- A Viktátor a Viktor és a diktátor szavak összetákolásával született szó, amellyel Orbán Viktort illetik magyarországi tüntetéseken[170] és főként nyugat-európai és amerikai médiában,[171][172][173][174][175][176] a politikus autokrata, diktatórikus kormányzási módszerére utalva. Jean-Claude Juncker, aki 2014 és 2019 között az Európai Bizottság elnöke volt, szintén használta a Viktátor gúnynevet Orbán Viktorra.[177] Maga Juncker később tisztázta, hogy nem tartja diktátornak Orbánt.[178]
- Orbán egyik fő állítása az volt a 2022-es választások előtt, hogy egyedül ő tartja távol Magyarországot az orosz–ukrán háborútól, míg az ellenzék „belesodorja az országot a szomszédban zajló véres háborúba”.[179][180] A másik, széles körben – utcai óriásplakátokon, TV-ben, rádióban, újságokban – terjesztett fő állítása az volt, hogy ellenfele, Márki-Zay csak egy báb, valójában Gyurcsány áll mögötte, ami indokkal aztán a miniszterelnöki vitát is kikerülte.[181]
- 2022 májusában, választási győzelmét követően Orbán Viktor beszédében kijelentette, hogy „Megvédjük a családokat, megvédjük a rezsicsökkentést!”[182] Alig két hónappal később az Országgyűlés elfogadta azt a törvényt, mely szerint 2022 augusztusától a földgázért akár 9-11-szer, az elektromos áramért pedig akár 10-13-szor többet kell majd fizetnie annak, aki az átlagként megállapított (havi 144, évi 1729 köbméter, illetve havi 210, évi 2523 kWh) fogyasztási értékeket meghaladja. Piaci árat csak az átlagon felül eső részért kell fizetni.[183] Ezen felül választási ígéretként pártja, a Fidesz 2022 áprilisában hangsúlyozta, hogy nem lesz megszorítás és lakossági adóemelés.[184] Mindössze három hónappal később megszavazásra került a kisadózó vállalkozások tételes adója (kata) átalakítása, amely súlyos terheket ró a kisvállalkozókra.[185] Orbán július 15-én már azt nyilatkozta: „Nem fér bele a rezsicsökkentés és a kata változatlanul hagyása”.[186] Hangsúlyozta ugyanakkor, hogy az orosz-ukrán háború és a szerinte elhibázott uniós szankciós politika tehet a kialakult helyzetről.[187]

- 2025. március 15-én a Nemzeti Múzeum lépcsőjén mondta el az emlékezetes "poloskázós" beszédét. 2016-ban még csupán az ellenzéket dehumanizálta, ezúttal már az összes vele szemben kritikus személyt és csoportot, köztük bírókat, újságírókat és civil szervezeteket.[188][189][190][191] Ezt követően az agresszív közbeszéddel szemben több mint ötszáz pszichológus, pszichiáter és egyéb segítő szakember fejezte ki petíció formájában a tiltakozását.[192]

## Díjak és elismerések
Nemzetközi kitüntetések

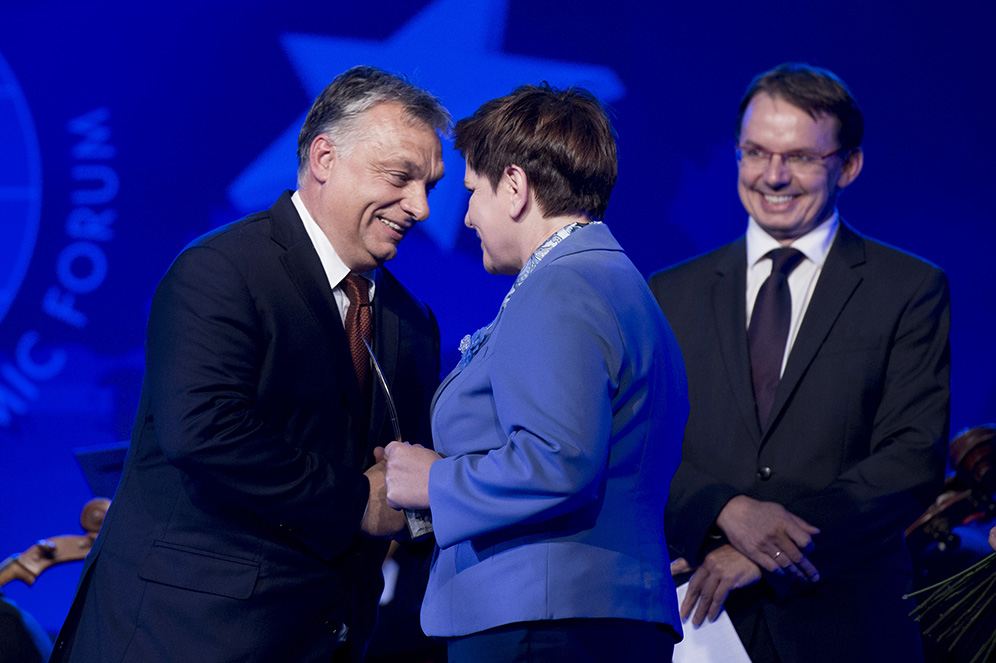
Átveszi „Az év embere díj”-at Beata Szydło lengyel miniszterelnöktől 2016-ban, a Krynicai Nemzetközi Gazdasági Fórumon

- Bosznia-Hercegovina (Szerb Köztársaság), Milorad Dodik

 A boszniai Szerb Köztársaság Érdemrendje (2024)
- Kazahsztán, Kaszim-Zsomart Kemeluli Tokajev

 A Barátság Érdemrend első fokozata (2023)
- Szerbia, Aleksandar Vučić

 A Köztársaság Érdemrend első fokozata (2022)
- Észak-Macedónia, Gjorge Ivanov

 Szeptember 8. Rend (2013)
- Vatikán, II. János Pál pápa

 A Nagy Szent Gergely Rend nagykeresztje (2004)
- Franciaország, Jacques Chirac

 A Nemzeti Érdemrend nagykeresztje (2001)
- Türk Államok Szervezete (TÁSZ), Szadir Dzsaparov

A Türk Világ Legfelsőbb Rendje (2024)
Egyházi kitüntetések
- Szent Kereszt Hálaérem (Örmény katolikus egyház, XXI. Rafael Péter pátriárka, 2022)[200]
- Szent Száva Érdemrend arany fokozata (Szerb ortodox egyház, Porfirije pátriárka, 2022)[201]
- „Dicsőség és Becsület” rend első fokozata (Orosz ortodox egyház, Kirill pátriárka, 2022)[202]

Egyéb kitüntetések
- FINA érdemrend (2017)[203]
- A 2015-ös év legmeghatározóbb európai szereplője (Politico, 2016)[204]
- „Az év embere” díj (Krynicai Nemzetközi Gazdasági Fórum, 2016)[205]
- WHO díja a dohányzás visszaszorításáért (2013)[206]
- Pro Urbe díj (Csíkszereda, 2008)[207]
- Esztergom díszpolgára (2006)[208]
- Tőkés László-díj (2003)[209]
- Szociális Piacgazdaságért díj (Német Gazdaságpolitikai Klub, 2002)
- Szent István-díj (2002)[210]
- Új Atlanti Kezdeményezés Szabadság Díja (2001)[211]

Díszdoktori címek
- Marmara Egyetem (Törökország, 2013. december. 18.)
- Dzsószai Egyetem (Japán, 2013. november 21.)
- Tufts Egyetem (Egyesült Államok, 2002. február 11.)
- Európai Művészeti Akadémia tiszteletbeli szenátora (2000)

## Politikájának kritikája
Magyar Bálint, volt oktatási miniszter 2013-ban megjelent könyve, Magyar polip – A posztkommunista maffiaállam arról írt, hogy az ország maffiaállammá fejlődött, amelyet Orbán politikai-gazdasági klánja irányít. A kétharmados győzelemmel Orbán előtt megnyílt az út a demokrácia rendszerének lebontása és az autokrata politikai pozíciójának intézményesítése előtt.

Jelentősen autokratizálódó (piros és rozsdabarna) vagy demokratizálódó (kék) országok 2010–2020 között. A szürkével jelölt országok lényegében változatlanok.
Az autokratizálódó országok között az USA D. Trump idején.
Politológusok a demokrácia visszaesésében kirívó példának hozzák fel Kelet-Európában Lengyelországot és Magyarországot.

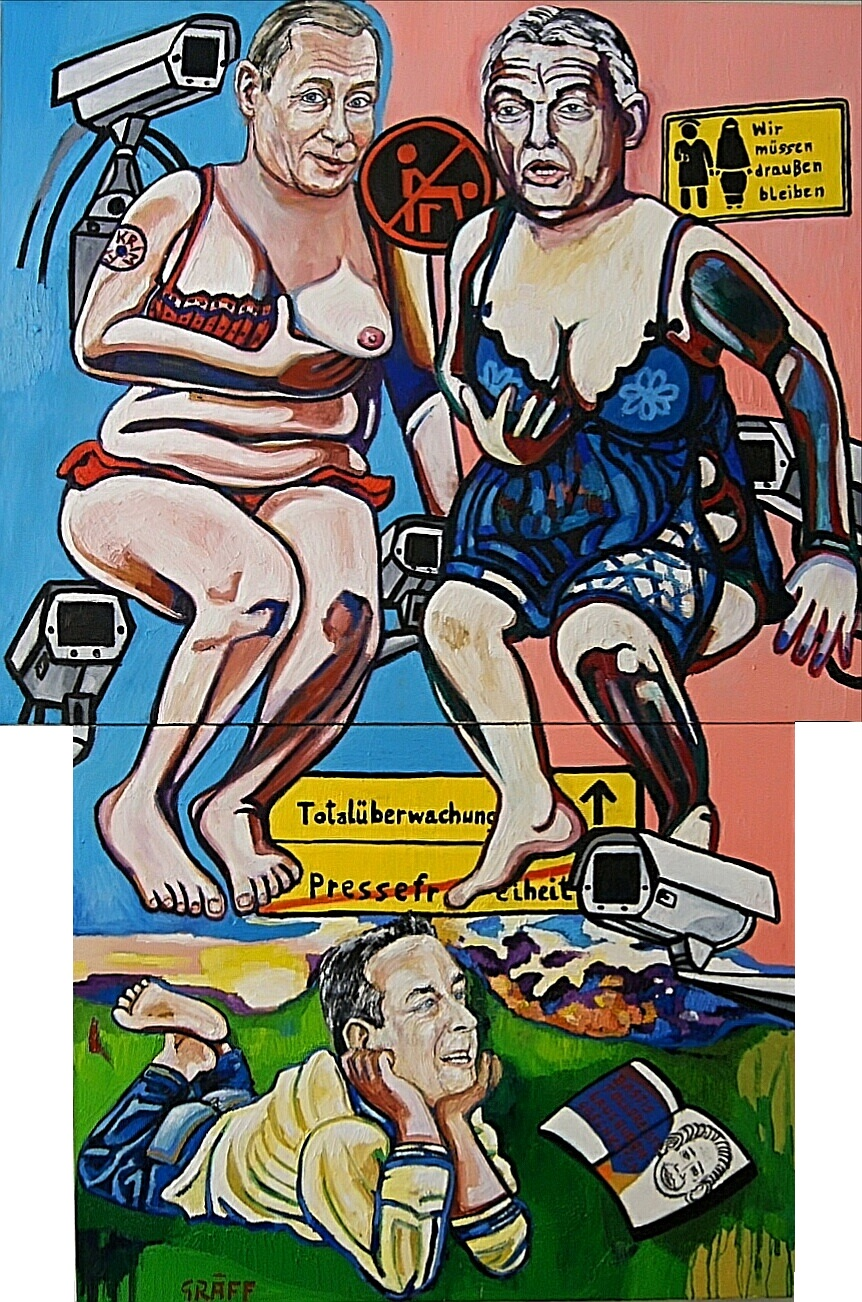
Orbán (jobbról) és Putyin (balról) mint autoriter, nacionalista vezetők, a cenzúra, az idegengyűlölet, a diszkrimináció megtestesítői, Matthias Laurenz Gräff osztrák művész karikatúráján

A külföldi kritikusai között szerepelt Hillary Clinton korábbi amerikai külügyminiszter, Angela Merkel német kancellár, José Manuel Barroso, és Jean-Claude Juncker, az Európai Bizottság elnökei, továbbá kormányközi és civil szervezetek. Azzal vádolták, hogy antidemokratikus politikát folytat: a magyar sajtószabadság megnyirbálásával, az igazságszolgáltatás és a jegybank függetlenségének csökkentésével; az ország alkotmányának módosítása révén a saját hatalmának bebetonozásával, az LMBT-jogok csökkentésével; továbbá korrupcióval és nepotizmussal.
Még az Obama-kormányzat idején írta a The Washington Post, hogy látják mit forgat Orbán a fejében: „a szabad véleménynyilvánítás szigorú visszaszorítását és állami irányítású gazdasági populizmust…” A politikai rendszere „nem sokban különbözik attól a tekintélyelvű nacionalizmustól, amelyet a gonosztevők és sarlatánok gyakoroltak a 20. század folyamán – ideértve Magyarország nácibarát II. világháborús rezsimjét is… Az Uniónak (EU), amely 20 milliárd dolláros támogatást ígért Magyarországnak a következő hét évben, világossá kell tennie, hogy a tagországok nem élhetnek a tagság előnyeivel, miközben megsértik a véleménynyilvánítás és a jogállamiság szerződéses kötelezettségvállalásait. Az Egyesült Államoknak is le kell csökkentenie a kapcsolatait Orbán úr kormányával. Orbán úr kizárta magát a demokratikus Nyugatból; őt és kormányát ennek megfelelően kell kezelni.” A hivatalban levő Obama Kínával és Oroszországgal együtt azon országok közé sorolta be Magyarországot, ahol korlátozzák a civil társadalom működését. Ugyanez évben a volt amerikai elnök, Bill Clinton pénzéhesnek és hatalommániásnak nevezte Orbán Viktort.
2018-ban a német Osteuropa (Kelet-Európa) folyóiratban jelent meg egy tanulmány, Der Stürmer - Der Aufstieg des Viktor Orbán (A csatár, Orbán Viktor felemelkedése) címmel, amely arról ír, hogy Orbán a 1990-es évek elején még liberális volt, ma viszont a keresztény Nyugat védelmezőjeként tünteti fel magát, és nacionalista mozgósítást folytat az EU ellen. Az oligarchákkal ápolt barátsága, amely ma a rezsimjének gerincét képezi, részben még diákkorára nyúlik vissza. A taktikája megmaradt azóta, amikor 1989-ben a politikai színtérre lépett: konfliktusokat szít, ahol a saját feltételeit diktálja és magát az általa uralt magyar médiában győztesként ábrázolja.
A 2020-as brüsszeli jogállamisági jelentés egy sor problémát tárt fel, többek közt, hogy a kormány politikai befolyást gyakorol a médiára, és a magas szinten levő államhivatalnokok által elkövetett korrupciós ügyek többnyire nincsenek kivizsgálva.
A politikai témával foglalkozó tekintélyes napilap, a Politico 2020-as cikke alapján Magyarország már nem demokrácia. Az amerikai központú Freedom House nevű civil szervezet, amely a demokrácia helyzetének kutatásával foglalkozik, leminősítette Magyarországot,
a Balkánnal (Szerbiával, Albániával) egy csoportba sorolva, megállapítva, hogy az ország tovább távolodott a szilárd demokratikus európai országoktól. A jelentés alapján 2010-2020 között Magyarország helyzete romlott a legtöbbet az európai országok között, lecsúszva a hibrid, átmeneti rezsimek közé, ahol már törékenyek a demokratikus intézmények.
A New York Timesban 2022 januárban és februárban megjelent cikkek alapján Orbán az évek során a sajtószabadságot korlátozó új médiatörvényt fogadott el, átalakította az ország igazságszolgáltatási rendszerét, leváltotta a Legfelsőbb Bíróság vezetőjét, és a bíróságok felügyeletére a kormánypárt prominens Fidesz-tagjának felesége által vezetett hivatalt hozott létre, miközben az EU anyagi támogatásával folyamatosan építi ki illiberális államát, a hazai sajtóorgánumával együtt ássa alá az európai szövetségbe vetett bizalmat.
A Kijevben élő magyar közösség nem hivatalos vezetője, Tompa Tibor 2024-es nyilatkozata alapján Orbán kognitív disszonanciában szenved, aki azt hiszi, hogy tud valamit, de ellentmond önmagának. Véleménye alapján Orbán az egyetlen újfasiszta vezető az egész Európai Unióban, aki a történelem szemétdombjára való.

### Autokrácia
Körösényi András, az ELKH (ma: HUN-REN) Politikatudományi Intézetének professzora alapján Orbán rendszere nem jogállam, hanem egy autoriter hatalom demokratikus legitimációval. Ugyanakkor elutasítja a populizmus és hibrid rezsim fogalmait az Orbán-rendszer leírására. Ezek helyett a plebiszciter vezérdemokrácia Max Weber-i modelljét javasolja használni.
Nyugaton, mint autokrata vezetőt, gyakran Viktátor néven emlegetik, 2015-ben Jean-Claude Juncker is ezzel a névvel illette, és azóta is így utal rá cikkében több nyugati sajtótermék is. Juncker később tagadta, hogy diktátornak tartaná Orbánt.
Egyes nyugati politikusok, politikai elemzők, köztük Joe Biden szerint Magyarország (Lengyelországgal együtt) a totalitárius rendszerek felé halad, ahol a „dzsungel törvénye” váltotta fel a jogállamiságot.
2020-ban a német Michael Wech rendezésében Hello, Dictator – Orbán, die EU und die Rechtsstaatlichkeit („Üdv, diktátor – Orbán, az EU és a jogállamiság”) címmel jelent meg egy másfél órás dokumentumfilm, amely Martin Schulz szavaival úgy indul: „Formálisan demokrácia, az alkotmányos valóságban autoriter állam”. A film bemutatja, hogy az országban szabad választásokat tartanak ugyan, de a választások nem korrektek, mert az ellenzék számára a közmédiában nem biztosítanak helyet, a független televízió- és rádióadókat felszámolták.
A Der Spiegel, Németország egyik legbefolyásosabb lapja 2021. decemberi cikkében arról ír, hogyan lett Magyarország kelet-európai éltanulóból páriává, és hogyan alakítja Orbán egypárti autokráciává az országot, „ahol perverz játékot játszik azzal, hogy úgy tesz, mintha polgári demokrácia lenne”. Az EU-nak pedig nincs elég eszköze ennek ellensúlyozására.
2023 februárjában, Tel-Avivban a helyi kormány ellen tüntető több százezres tömeg – akik szerint az aláássa a demokráciát – olyan hatalmas transzparenst vitt magával, ahol autokrata vezetőket ábrázoltak, mint Vlagyimir Putyin orosz elnököt, Homeini iráni ajatollahot, Erdoğan török elnököt, Netanjáhú izraeli miniszterelnököt, s mellettük Orbán Viktor arcképe is látható volt.

### Korrupció, oligarchák
Antal Attila Orbán bárkája című könyvében arról ír, hogy az Orbán-rendszer jellemzője a közpénzek magánpénzekké való transzformálása, amely rendszer kiépítette a nemzeti nagytőkések újfeudális világát, amelynek közepén a miniszterelnök és saját családi, üzleti érdekeltségei foglalnak helyet. A nemzeti tőkések legnagyobb hányada a rendszer által „legyártott” oligarchia, így mindenekelőtt az Orbán Viktorhoz legközelebb álló Tiborcz István, illetve Mészáros Lőrinc és családja, továbbá (a 2010-es években) Garancsi István, Habony Árpád, Hernádi Zsolt, Matolcsy György és fia, Matolcsy Ádám, Szíjj László és 2015-ig Simicska Lajos.
Mészáros Lőrinc, aki a Forbes alapján 479,4 milliárd forintos vagyonával 2021-ben Magyarország leggazdagabb embere, Orbán iskolatársa és az Orbán Viktor által alapított Felcsúti Utánpótlás Neveléséért Alapítvány elnöke volt. A 2010-es kormányváltást követően évente duplázódott meg a vagyona, gyakran nyer a közbeszerzéseken és a földpályázatokon, de a trafikbizniszbe is belevágott, rendkívül előnyös koncessziókkal. Anyagi gyarapodása és Orbán Viktorral való kapcsolata miatt Orbán strómanjaként emlegetik. Mészáros a strómanozás miatt perelt, de a pert elvesztette.
Veje, Tiborcz István a semmiből lett nagyon rövid idő alatt milliárdos. 2019-re 35 milliárdos vagyonával már a 100 leggazdagabb magyar közé került. Az úgynevezett Elios-ügy Orbán 2010-es hatalomátvétele óta az egyik legbotrányosabb korrupciós ügy volt. Az Európai Csalás Elleni Hivatal (OLAF) vizsgálatot indított, és az még tartott, amikor Tiborcz kilépett a cégből és eladta a részvényeit. A nyomozást a magyar rendőrség 2016-ban lezárta, "bűncselekményre utaló jelet nem találva".
A Financial Times 2017-es cikke Putyin oligarchiáihoz hasonlítja a magyar elitet, azzal a különbséggel, hogy utóbbinak a vállalkozásai jórészt az EU-támogatásokból élnek. Megemlíti Orbán gyerekkori barátjának, Mészáros Lőrincnek a hirtelen meggazdagodását is, az állami szerződések elnyerésének köszönhetően.
A francia Le Figaro 2020 végi cikkében azt állította, hogy a magyar elit az elsikkasztott Európai Uniós támogatásokból és a közbeszerzésekből él.
Az Európai Csalás Elleni Hivatal jelentése alapján 2020 körül Magyarország vezette az uniós pénzekkel történő csalások listáját.
A The New York Times Orbán politikai rendszerét kleptokráciának nevezte, amely az ország vagyonának egy részét részben a saját zsebébe, részben a hozzá közel álló emberek zsebébe tünteti el. Megemlíti azt is, hogy amikor egy kormányprogramot hozott létre, hogy ösztönözze a földvásárlást a gazdák támogatása érdekében, annak egyik feltűnő haszonélvezője a felesége volt.
A német SWR 2021. augusztusi, mintegy fél órás adásában arról szól, hogy az EU akaratán kívül segített finanszírozni a magyarországi oligarchákat; Orbán ugyanis ügyesen kihasználja az uniós forrásokat, hogy segítse híveit brüsszeli támogatásokhoz jutni. A támogatásokat Orbán hívei folyamatosan kapták – míg a sok más gazdálkodó nem kapott semmit. Az egykor állami termőföld nagy része ma már az Orbánhoz hű vállalkozók vagy hozzátartozóik kezében van, akik bizonyos feltételek mellett jogosultak uniós támogatásokra is. Az oligarcha klánba tartozik a miniszterelnök családja is, ahol az apját, Orbán Győzőt is megemlítik.
Az Európai Parlament 2022-es márciusi ülésén európai parlamenti képviselők olyan előterjesztést nyújtottak be, amely erőteljesebben hivatott védeni az uniós forrásokat az oligarchákkal szemben. Név szerint is megemlítették Orbán Viktort, aki az „agrártámogatással központosítja és újraosztja a vagyont belső köre számára”.
A német DGAP  külpolitikai agytröszt alapján a Fidesz a 2022-es választások előtt a „gyurcsányozós” kampányra helyezte a hangsúlyt, hogy elhomályosítsa Magyarország gazdasági nehézségeit és a korrupciós botrányokat.
A Transparency International 2021-es évről szóló jelentése alapján Magyarország Bulgáriával együtt (mindkettő Románia mögött), az Európai Unió legkorruptabb országai. Magyarország 2012 óta jelentősen lejjebb csúszott a listán, a legkorruptabb uniós országok közé.
Orbán tagadja az ellene felhozott vádakat, melyek szerint hozzá hű oligarchiát hozna létre és hogy ennek során a korrupciót is felhasználná. Egyik parlamenti felszólalásában azt nyilatkozta, hogy nem lehet pártpolitikai alapon gazdaságpolitikát csinálni, és az ellenzék „vörös bárói” is kapnak állami támogatást.
A Transparency International 2023-as felmérése alapján Magyarországon a jogállamot szinte teljesen felszámolták. Az ország a burjánzó korrupció miatt a huszonhét uniós tagállam rangsorának alján helyezkedik el.

### Külpolitika
A kormánya a NATO- és az Európai Unió tagságán túl előnyökre törekszik az előbbi szervezetek rendszerszintű riválisaival, így Oroszországgal és Kínával való szoros együttműködés révén, gyengítve mind a NATO, mind az EU integritását és ellenálló képességét.
2018-ban a magyar kormány titokban aranyvízumot, és az azzal járó magyarországi letelepedési engedélyt adott több orosz kormánytisztviselőnek, és többek között Szergej Nariskin, aki az Orosz Információs Hivatalnak a vezetője. Ez a lépés ellenérzést váltott ki nyugati kormányok részéről, mint ahogy az is, hogy Magyarország az Egyesült Államok közreműködésével elfogott orosz fegyverkereskedőket 2017-ben, az amerikaiak tiltakozása ellenére visszaengedte Oroszországba.
A Fidesz politikája miatt 2019 márciusában felfüggesztették a párt tagságát az Európai Néppártban, majd 2021 márciusában ki is lépett a Néppártból, az utóbbi alapszabályában szereplő jogállamisági vita miatt.
A BBC alapján Orbán 2022-es győzelme újabb fejfájást jelent az EU-nak, mert mindig feszegeti a határokat. Magyarország pedig az EU-ban egyre inkább elszigetelődik. Az Európai Parlament alelnöke, Katarina Barley 2022. áprilisi Twitter bejegyzése alapján „az Európai Uniónak és a tagállamoknak úgy kell kezelniük Orbánt, amilyen ő maga: EU-ellenes és a demokrácia ellensége”; ezért alkalmazni kell a jogállamisági mechanizmust. Moritz Körner, a német FDP EP-képviselője retorikailag még tovább ment: „feltételezhető, hogy Orbán tovább folytatja Magyarország putyinizálását”, ezért véget kell vetni von der Leyen eddigi békítő politikájának a magyar autokratával szemben, különben nem biztos, hogy négy év múlva lesznek-e még szabad választások Magyarországon.
2022-ben, az oroszok Ukrajna ellen indított háborúja után a legfontosabb európai szövetségén belül, a Visegrádi Négyek csoportban is elszigetelődött oroszbarát hintapolitikája miatt. A cseh és szlovák kormány Orbánnak az Európai Bizottsággal való folyamatos konfliktusát és a jogállamisági elvek megsértését is sérelmezte.
Az ukrajnai orosz invázió folytán az Ukrajnába irányuló fegyverszállítmányok egyik fő európai ellenzőjeként tűnt ki, hogy a Nyugat tankokat és fegyvereket küldjön Ukrajna megvédéséhez. Ugyanakkor semmi rosszat nem talált abban, hogy a német fegyveripar külső részlegeként szolgáljon, és országa profitáljon az európai fegyverkezésből. Ennek a politikai hozzáállásnak az eredményeként a német Rheinmetall 2023-ban három új gyárat is épít Nyugat-Magyarországon tankok, lőszerek és robbanóanyagok gyártására.
Az egyik legnagyobb példányszámú svéd napilap, az Aftonbladet 2023-as cikke alapján az Európai Unión belül Putyin legjobb barátja, akinek a kormánya Európában gengszter módon próbál tiszteletet követelni, ahelyett hogy ezt kiérdemelné. A magyar kormány sérelmek miatt akadályozta Svédország NATO-csatlakozását is, mert a svéd kormány korábban bírálta Orbán Viktor politikáját.
Csehország elnöke, Petr Pavel alapján Orbán az oroszbarátságával aláássa az európai egységet. Bozóki András, a bécsi Közép-Európai Egyetem politológusa alapján ahogy Orbán Putyinnal barátkozik, az sokakat a második világháború idejére emlékeztet, amikor Horthy Miklós volt az utolsó pillanatig Adolf Hitler barátja.
Az északi és balti államok kritizálták a magyar kormányt az új vízumszabályai miatt, amely az orosz és fehérorosz állampolgárok beutazási követelményeit könnyítette, mert azok aztán a schengeni övezet más országaiba is szabadon utazhatnak, ami biztonsági aggályokat vet fel az EU országaiban.

### Sajtószabadság
A német Zöld Párthoz köthető Heinrich Böll Alapítvány szerint a Fidesz miután 2010-ben hatalomra került, egyik első vitatott lépése az ország médiatörvényeinek módosítása volt. Felállították a Nemzeti Média- és Hírközlési Hatóság (NMHH) és a Médiatanácsot, amely a magyar médiapiac felügyeletéért és a médiafelvásárlásokért felel. Ezután a kormánypárt a hozzá hű tagokkal feltöltötte a Médiatanácsot és Orbán oligarchái kormányzati szócsövekké változtatták a médiumokat.
A párizsi központú Riporterek Határok Nélkül  sajtószabadságot kutató és támogató nemzetközi civil szervezet honlapján Orbán egyedüli EU-s kormányfőként került fel a sajtószabadság ellenségeit felsoroló globális listára. A szervezet alapján a magyar sajtószabadság a 2010-es évek folyamán folyamatosan romlott és a közszolgálati médiaszolgáltatást kormányzati propagandaszervezetté változtatták.
A kormánypárthoz közeli oligarchák által felvásárolt médiacégeknek köszönhetően 2021-ben a kormány az ország médiaszolgáltatásának 80 százalékát ellenőrzi. Az élen a KESMA áll, amely ekkor kb. ötszáz „kormánypártivá” lett médiaszervezet tulajdonosa. Magyarország – 180 ország összehasonlításában – több mint ötven helyet csúszott lejjebb, amióta Orbán Viktor 2010-ben hatalomra került.
A Der Spiegel 2021. végi cikkében szintén említi, hogy a magyar média több mint háromnegyedét kormányközeli erők uralják. 
A német Heinrich Böll  alapítvány alapján az Orbán-kormány felállította a médiacentralizáció Oroszországhoz hasonló modelljét, ahol a magyar lakosság központilag irányított dezinformációval történő manipulálásához és politikai parancsokat követő médiabirodalomának felállításához vezetett. Részben a lakosság félrevezetése miatt Szergej Guriev orosz közgazdász és Daniel Treisman amerikai politológus a 2022-es művében Putyinhoz hasonlóan őt is a spindiktátorok közé sorolta.

### Migráció
A brit The Guardian 2019-es cikke alapján Orbán szisztematikusan és elképesztően hazudik az országba irányuló migránsokról.
A The New York Times 2021 eleji, a hazugság művészetével foglalkozó cikkében többek közt a „populista Orbán”-t hozta fel példának. A cikk megemlíti, hogy Orbán úgy állítja be Soros Györgyöt a magyar választók felé, mint aki az ország szuverenitását aláássa, a magyarokat menekültekkel szorítja ki, és aki lerombolja a hagyományos értékrendszert.
2021 szeptemberében Ferenc pápa találkozott Orbánnal, akit a menekültellenes politikája kritikájaként arra biztatott, hogy Magyarország tárja ki karjait mindenki felé.

### Melegellenesség
Az Európai Parlament szerint a kormány melegellenes törvényei a kontinens egyik leginkább homofób és transzfób országává teszik Magyarországot. A Budapest Pride szerint Orbán Viktor politikai célból, szándékos félrevezetéssel mossa össze a gyermekbántalmazás témakörét a homoszexualitással és a transzneműséggel.

## Családja

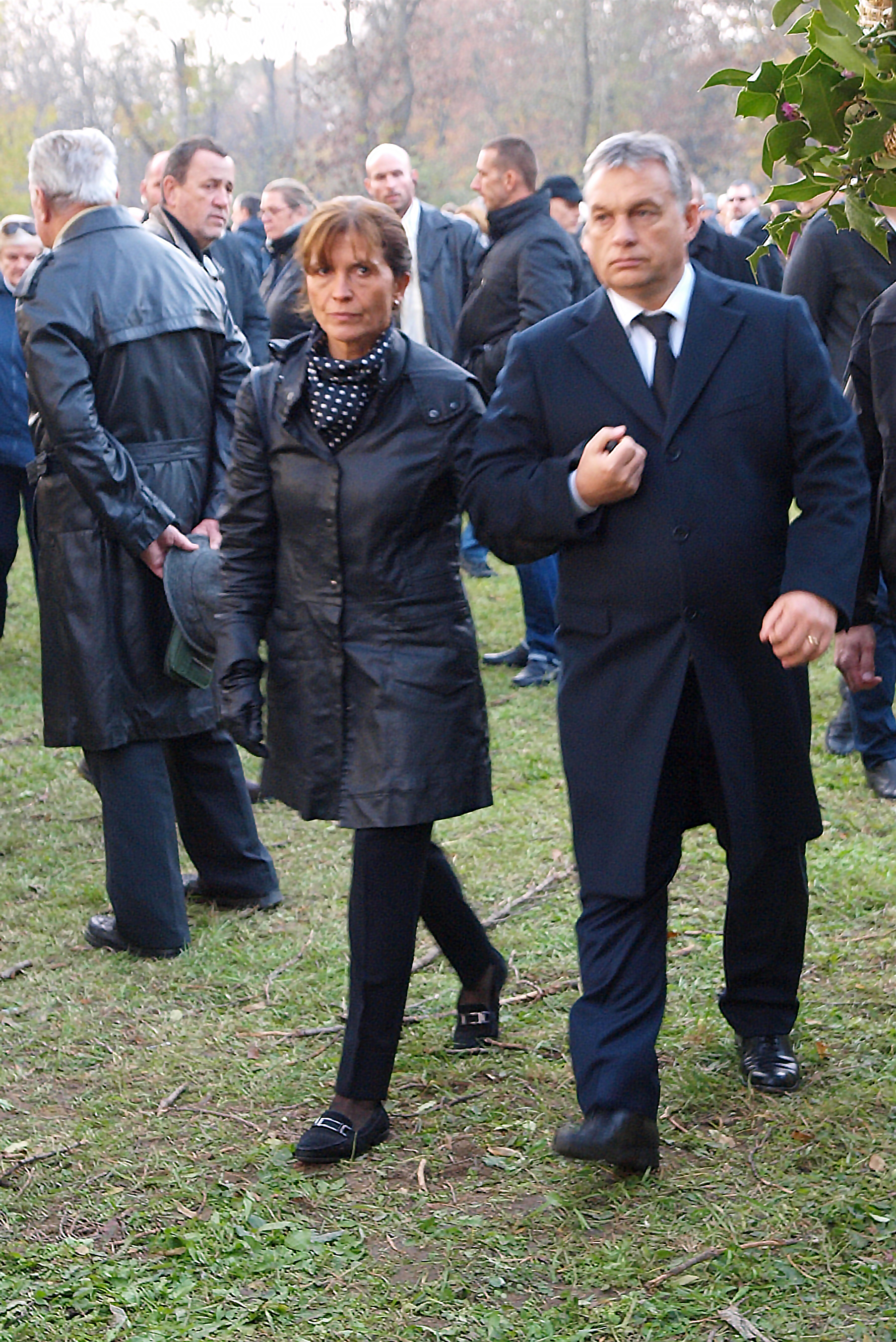
Feleségével, Lévai Anikóval Göncz Árpád temetésén

1986 óta nős. Egyházi esküvőjét és két legidősebb gyermeke keresztelőjét a vele később politikailag szembekerült Iványi Gábor metodista lelkész celebrálta.
Felesége Lévai Anikó jogász, vállalkozó, 1990 óta dolgozott a Nemzetközi Gyermekmentő Szolgálatban, 1998 óta pedig a Magyar Ökumenikus Segélyszervezetben végzett önkéntes, karitatív munkát. Jelentős befolyással bír a magyar közügyekben, felülmúlva a közfelfogást.
Öt gyermekük van:
- Ráhel (1989–) 2012-ben végzett a Budapesti Corvinus Egyetem turizmus–vendéglátás szakán, de 1-1 szemesztert tanult a Bostoni Egyetemen, a Sorbonne-on, a Sienai Egyetemen, illetve egy évet a svájci lausannei Ecole hôtelière elitegyetemen is.[316] 2013-ban feleségül ment Tiborcz István (1986) vállalkozóhoz.[317][318] Gyermekeik: Tiborcz Aliz (2016),[319][320] Tiborcz Anna Adél (2018), Tiborcz Bertalan (2020).[321]
- Gáspár (1992–) volt hivatásos labdarúgó, később jogászhallgató, a Felház keresztény mozgalom alapítója.[322] 2019 óta hivatásos katona, 2020. augusztus 20-án tette le a tiszti esküt.[323]
- Sára (1994–) 2013-ban érettségizett a budapesti Szent Angéla Ferences Gimnáziumban, majd a Pázmány Péter Katolikus Egyetemen tanult történelmet.[324] 2017. augusztus 26-án feleségül ment Szokira Tamáshoz (1990).[325][326] Gyermekeik: Szokira Johanna (2018),[327] Szokira János Fülöp (2020),[328] Szokira Zsigmond Viktor.[329]
- Róza (2000–) - 2023-ban az Erasmus-program keretében Firenzében tanult. Édesapja kairói hivatalos útjáról hazatérőben honvédségi repülőgéppel látogatta őt meg, Pisában szállt le.[330]
- Flóra (2004–)[331][332][333]

Orbán Viktor református vallású. Hitéről és vallásáról később így nyilatkozott:
Vallástalan közegben nőttem föl, így is jártam iskolába, még az egyetemi éveim elején is így volt, egészen addig, amíg meg nem ismerkedtem a későbbi feleségemmel, aki viszont gyakorló katolikus családból származik. Onnantól kezdve mindenfajta változások álltak be az életünkben. Én személy szerint elég hosszú utat tettem meg, hogy azt a mondatot ki tudjam mondani, hogy hívő keresztény ember vagyok.

### Interjúkötetei, beszédei
- Hollós János – Kondor Katalin: Szerda reggel – Rádiós beszélgetések Orbán Viktor miniszterelnökkel, 1998. szeptember – 2000. december, ISBN 963-933-732-3
- Hollós János – Kondor Katalin: Szerda reggel – Rádiós beszélgetések Orbán Viktor miniszterelnökkel, 2001–2002, ISBN 963-933-761-7
- A történelem főutcáján – Magyarország 1998–2002, Orbán Viktor miniszterelnök beszédei és beszédrészletei, Magyar Egyetemi Kiadó , 2003, ISBN 963-863-831-1
- 20 év – Beszédek, írások, interjúk, 1986–2006, Heti Válasz Kiadó, ISBN 963-946-122-9
- Egy az ország, Bp., Helikon Kiadó, 2007, ISBN 978-963-2270203
- Rengéshullámok. Beszédek, írások, 2009–2010; Helikon, Bp., 2010, ISBN 978-963-2272290[336]
- Út a győzelemhez. Minden hangszeren; Kairosz, Bp., 2014

### Kritika
- Kéri László: Orbán Viktor, Századvég Kiadó, Budapest, 1994. ISBN 963-838-456-5
- Debreczeni József: Orbán Viktor, Osiris Kiadó, Budapest, 2002. ISBN 963-389-443-3 (A kiadó honlapja)
- Kopátsy Sándor: Az Orbán-jelenség, 2002. – a MEK honlapján elérhető: link
- Dr. Kende Péter: A Viktor, KendeArt Kft., Budapest, 2002. ISBN 963-009-037-6 honlapjáról letölthető
- Szabó Kálmán: „Hiszünk a szeretet és az összefogás erejében”. Orbán Viktor politikai krédója, Kairosz Kiadó, Budapest, 2003. ISBN 963-948-429-6
- Rácz András: Orbán Viktor 7 titka, Ratius Kiadó, Budapest, 2004. ISBN 963-217-186-1
- Rácz András: Orbán Viktor 9 legjobb politikai döntése, Ratius Kiadó, Budapest, 2005. ISBN 9638688319
- Fiúk a szőlőben A tokaji borcsaták per- és sajtóanyaga, Élet és Irodalom-könyvek, 2005. ISBN 963-865-264-0
- Dr. Kende Péter: Az igazi Orbán Viktor – A Viktor 2, Hibiszkusz Könyvkiadó, Budapest, 2005, 2006. ISBN 963-823-313-3 honlapjáról letölthető
- Ferenczi Krisztina: Szüret – Az Orbán-vagyonok nyomában, Diario, 2006. ISBN 963-229-223-5
- Debreczeni József: Hazárdjáték, Bíbor Kiadó, Budapest, 2007. ISBN 978-963-9634-64-0 (A kiadó honlapja[halott link])
- Debreczeni József: Arcmás, Noran Libro Kiadó, Budapest, 2009. ISBN 963-389-443-3 (honlapja)
- Igor Janke: Hajrá magyarok! – Az Orbán Viktor-sztori egy lengyel újságíró szemével, Rézbong Kiadó, Budapest, 2013. ISBN 978-963-08-6617-0
- Szarvas István: Orbán: „Maradnék inkább a kaptafánál”. Universit Press eoldal, 2016. július 28. [2016. augusztus 23-i dátummal az eredetiből archiválva].
- Bolgár György: Orbán-mesék, Noran Libro Kiadó, 2018. ISBN 9786155761461
- Kósa András: Orbán Viktor, a káosz embere, Noran Libro Kiadó, 2018. ISBN 9786155761478
- Joakim Medin: Orbánistan Rädsla och avsky i det illiberala Ungern, Verbal Förlag, 2018, ISBN 978-91-87777-37-0
- Lasse Skytt: Orbánland – the book, kickstarter.com
- Alberto Simoni: Victor Orban: Denaro, sicurezza, mercato. Oggi ci sono già tre Europe, ma fingiamo sia soltanto una”, lastampa.it (olaszul)
- Hidvégi Áron Arnold: Viktor Orbán – Egy underground értelmezés, Aron Store, Budapest, 2019. ISBN 978-615-00-6254-9
- Rényi Pál Dániel: Győzelmi kényszer – Futball és hatalom Orbán világában, Magyar Jeti, Budapest, 2021. ISBN 9786158134828
- Stefano Bottoni: A hatalom megszállottja – Orbán Viktor Magyarországa, Magyar Hang Könyvek, Budapest, 2023. ISBN 9786150180267
- Szergej Gurijev - Daniel Treisman: Spindiktátorok - A zsarnokság változó arca a 21. században, HVG Könyvek, Budapest, 2023. ISBN 9789635653225

## Kapcsolódó szócikk
- Hatvanpuszta

| Elődje: Horn Gyula | Magyarország miniszterelnöke 1998–2002 | Utódja: Medgyessy Péter |

| Elődje: Bajnai Gordon | Magyarország miniszterelnöke 2010– | Utódja: hivatalban |

| Elődje: országos választmány | A Fidesz – Magyar Polgári Szövetség elnöke 1993–2000 | Utódja: Kövér László |

| Elődje: Áder János | A Fidesz – Magyar Polgári Szövetség elnöke 2003– | Utódja: hivatalban |